# Getreidemarkt (Wien)
Der Getreidemarkt ist eine Straße in Wien, die an der Grenze zwischen dem 1. Wiener Gemeindebezirk, der Inneren Stadt, und dem 6. Wiener Gemeindebezirk, Mariahilf, liegt. Er ist Teil der informell Lastenstraße bzw. Zweierlinie genannten äußeren Ringstraße um das Stadtzentrum. Die Benennung im Jahre 1866 erinnert an den gleichnamigen Umschlagplatz für Getreide, der sich im 18. Jahrhundert vor der Mariahilfer Straße bei der heutigen Rahlgasse befand. Hier stand auch das städtische Getreidemagazin und die Getreidemarktkaserne.

## Geschichte
Das Gebiet des heutigen Getreidemarktes gehörte im Mittelalter zur Vorstadt vor dem Widmertor. Ab dem 12. Jahrhundert floss hier der abgeleitete Ottakringerbach zum Wienfluss. Auch das Martinspital lag bis zur Zerstörung während der Ersten Türkenbelagerung in diesem Bereich.
Nach der Errichtung einer neuen Stadtmauer um Wien gehörte die Gegend zum vor den Mauern gelegenen unverbauten Gebiet, dem Glacis. Hier befand sich bis 1747 auch eine Hinrichtungsstätte für Militärpersonen, die ab 1702 durch Erschießen exekutiert wurden. Als äußere Begrenzung des Glacis wurde 1780 bis 1783 eine Fahrstraße angelegt, die den Namen Am Glacis trug. Westlich von ihr lag die Vorstadt Laimgrube, im nördlichen Bereich vor der Mariahilfer Straße erstreckte sich bis zur Rahlgasse ein Getreidemarkt.
1809 wurden an der Mauer des Jesuitenhofes der Anführer der Wiener Bürgermiliz, Peter Tell, und der Bürger Jakob Eschenbacher (nach ihm die nahegelegene Eschenbachgasse) von der französischen Besatzungsmacht erschossen.
1850 bildete die Straße die Grenze zwischen dem 1. Wiener Gemeindebezirk und dem neu geschaffenen 5. Bezirk, Mariahilf, der seit 1862 als 6. Bezirk im Wesentlichen seinen heutigen Umfang erhielt. Auf der anderen Seite wurde nach der Schleifung der Stadtmauern das Glacis mit Gebäuden, die zur Ringstraßenzone zählen, verbaut. 1866 erfolgte die Benennung nach dem ehemaligen Getreidemarkt, der bis 1864 bestand.
Im September 2017 wurden neue, erweiterte Radfahranlagen errichtet. Da für die Errichtung der beiden neuen Einrichtungsfahrstreifen für Fahrräder eine Pkw-Fahrspur in Richtung Süden „geopfert“ werden musste, gab es viel Kritik am Projekt von Autofahrerseite und deren Interessensvertretungen. Wegen des wichtigen Lückenschlusses im Radroutennetz wurde das Projekt dennoch durchgeführt.

## Lage und Charakteristik
Der Getreidemarkt beginnt westlich des Karlsplatzes und links vom Wienfluss bei der Friedrichstraße mit zwei durch das Secessionsgebäude weit voneinander getrennten Fahrbahnen, die sich erst auf Höhe der Gauermanngasse miteinander vereinigen. In nordwestlicher Richtung verläuft der Getreidemarkt bergauf bis zur Mariahilfer Straße bzw. Babenbergerstraße.
Der Getreidemarkt gehört zum Großteil zum 6. Bezirk; die Grenze verläuft an der Stadtinnenseite (die Fahrbahn ist zur Gänze Teil von Mariahilf, nur die Gebäude an der rechten Straßenseite gehören zum 1. Bezirk) und entlang der linken Fahrbahn im Abschnitt zwischen Gauermanngasse und Linker Wienzeile; die gesamte rechte Fahrbahn gehört zum 1. Bezirk. Das bedeutet, dass alle Gebäude mit geraden Hausnummern zur Inneren Stadt gehören, alle Gebäude mit ungeraden Nummern zu Mariahilf.
Die Straße wird mit ihren zwei Fahrspuren in beiden Richtungen vom starken Autoverkehr und seinem Durchzugsverkehr dominiert. In beiden Richtungen verlaufen am Fahrbahnrand abgetrennte Radwege. Bergauf gibt es am Fahrbahnrand einen Längsparkstreifen mit einigen Baumscheiben. Obwohl der Getreidemarkt für Fußgänger nicht besonders attraktiv ist, besteht dennoch auch ein ansehnliches Fußgängeraufkommen, weil an der Straße die Technische Universität und die Akademie der bildenden Künste von deren Studenten aufgesucht werden, im Bereich zwischen Gauermanngasse und Mariahilfer Straße zahlreiche Geschäfte und Lokale angesiedelt sind und viele Touristen den Getreidemarkt dazu benützen, um von den Touristenattraktionen am Museumsplatz zu jenen am Karlsplatz zu gelangen.
Auf der Höhe der Kreuzungen der beiden Querverbindungen (Gumpendorfer Straße / Eschenbachgasse bzw. Lehárgasse / Gauermanngasse) sowie am nördlichen und südlichen Ende gibt es Ampelanlagen mit Querungsmöglichkeiten für Fußgänger und bei der Lehárgasse auch für Radfahrer.
Öffentliche Verkehrsmittel fahren auf dem Getreidemarkt selbst keine, aber direkt unter der Straße verläuft die U-Bahn-Linie U2; deren Vorläufer haben zur Bezeichnung Zweierlinie geführt. An beiden Enden des Getreidemarktes befinden sich die Stationen Karlsplatz und Museumsquartier mit Abgängen an der Straße. Diese U-Bahn-Linie entstand aus der Trasse einer U-Straßenbahn (E2, G2, H2), wobei zwischen 1966 und 1980 die heutige Fahrbahn rechts der Secession als Beginn der unterirdischen Streckenführung diente und nicht dem Autoverkehr zur Verfügung stand.
Die große dreieckige Verkehrsinsel hinter dem Secessionsgebäude besteht aus einer Grünfläche mit Bäumen, die aufgrund ihrer Lage aber nicht aufgesucht wird und auch nicht dafür gedacht ist. Hier verbergen sich technische Einrichtungen der darunter liegenden U-Bahn-Trasse.
Die Gebäude entlang der Straße besitzen keinen einheitlichen Charakter. Während im Bereich der geteilten Fahrbahnen im 1. Bezirk die Monumentalbauten von Secession und Akademie der bildenden Künste dominieren, stehen im entsprechenden Abschnitt des 6. Bezirks Gebäude des frühen 19. und 20. Jahrhunderts. Darauf folgt auf dieser Seite der Komplex der Technischen Universität, bestehend aus einem frühhistoristischen Gebäude und modernen Teilen des späteren 20. Jahrhunderts, die von einem Hochhaus dominiert werden. Der restliche Abschnitt zu beiden Seiten besteht einheitlich aus Bauten des Historismus.

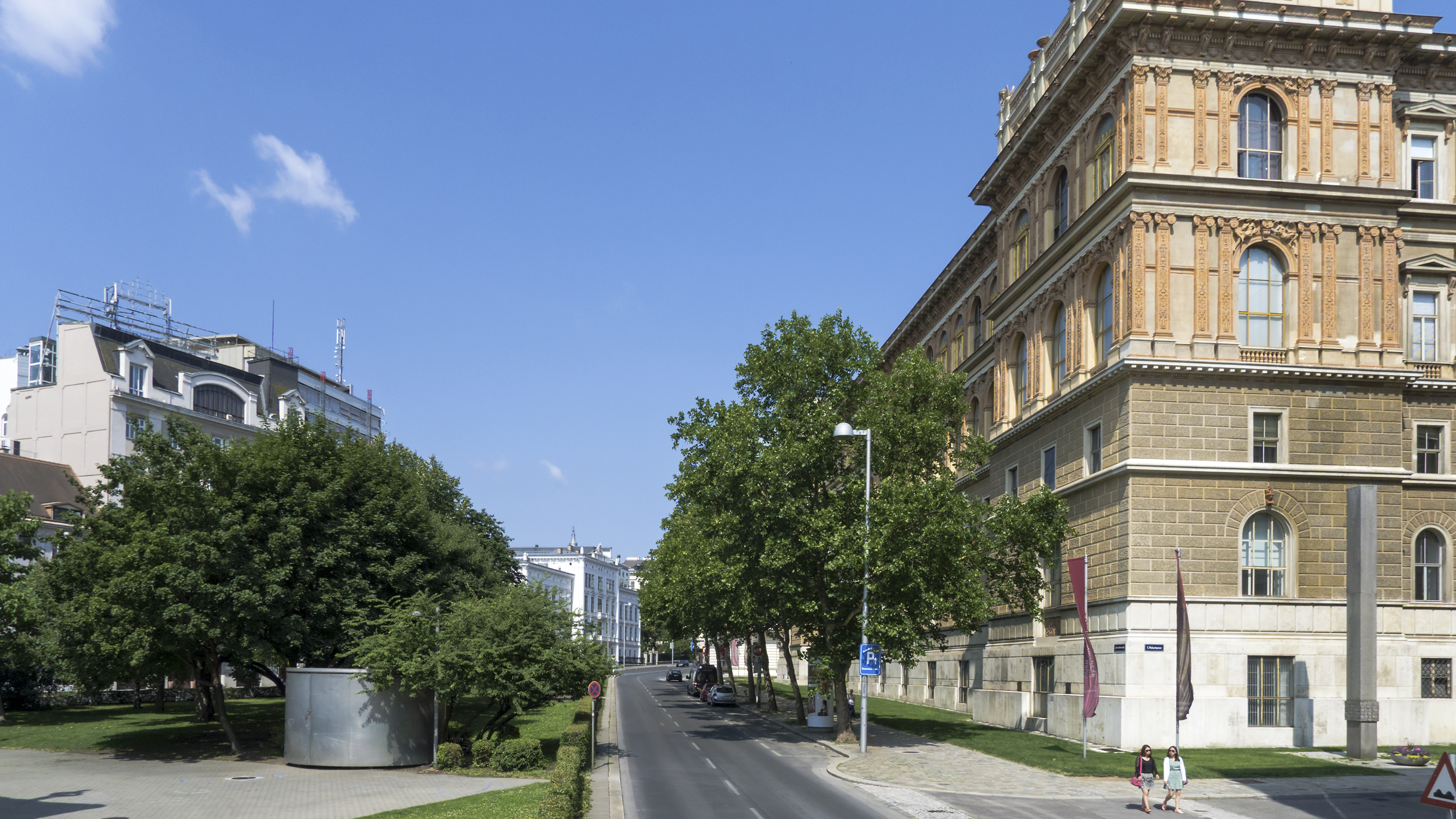
Bei der Makartgasse gegen Nordwesten
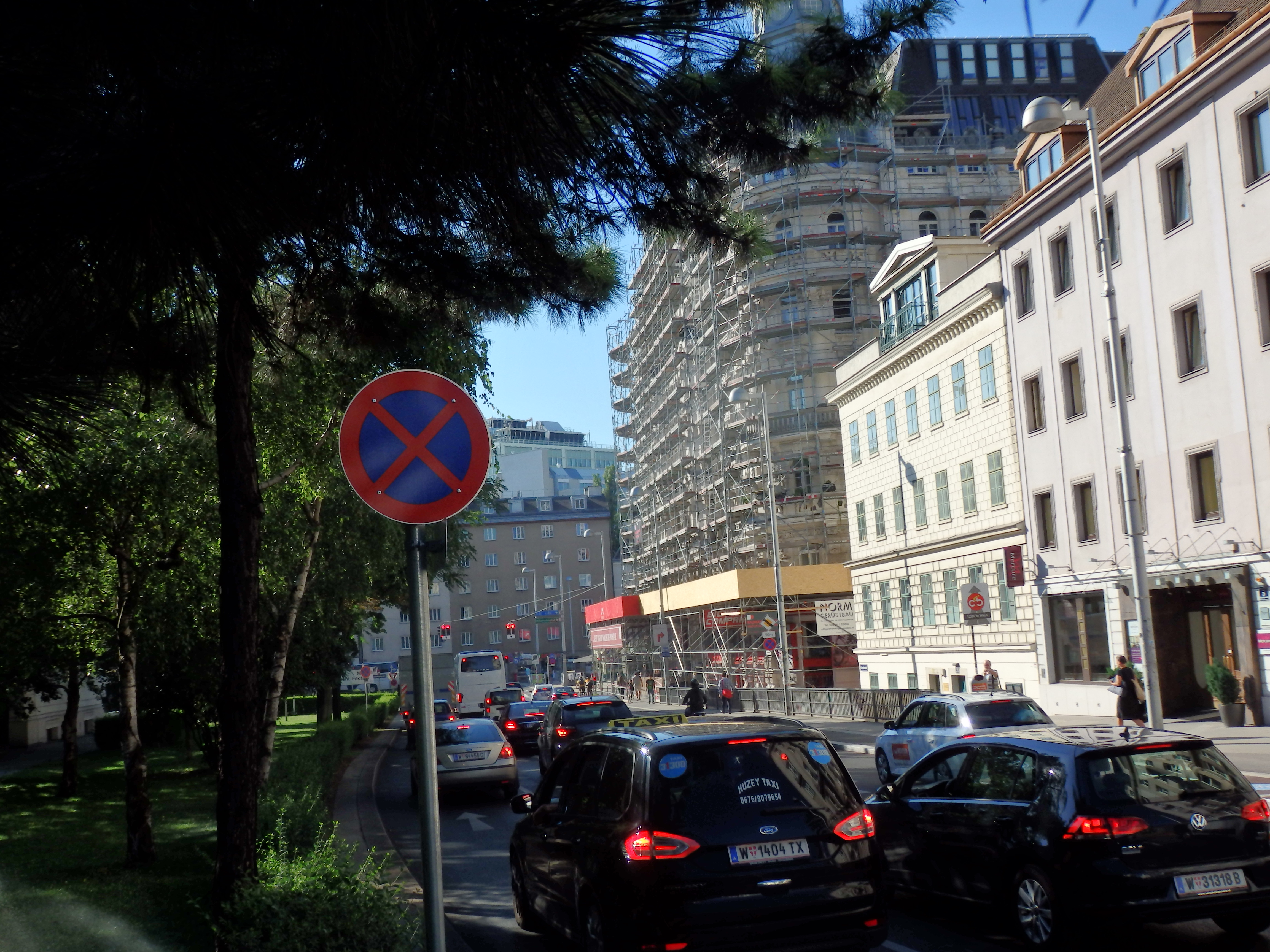
Bei der Lehargasse gegen Südosten
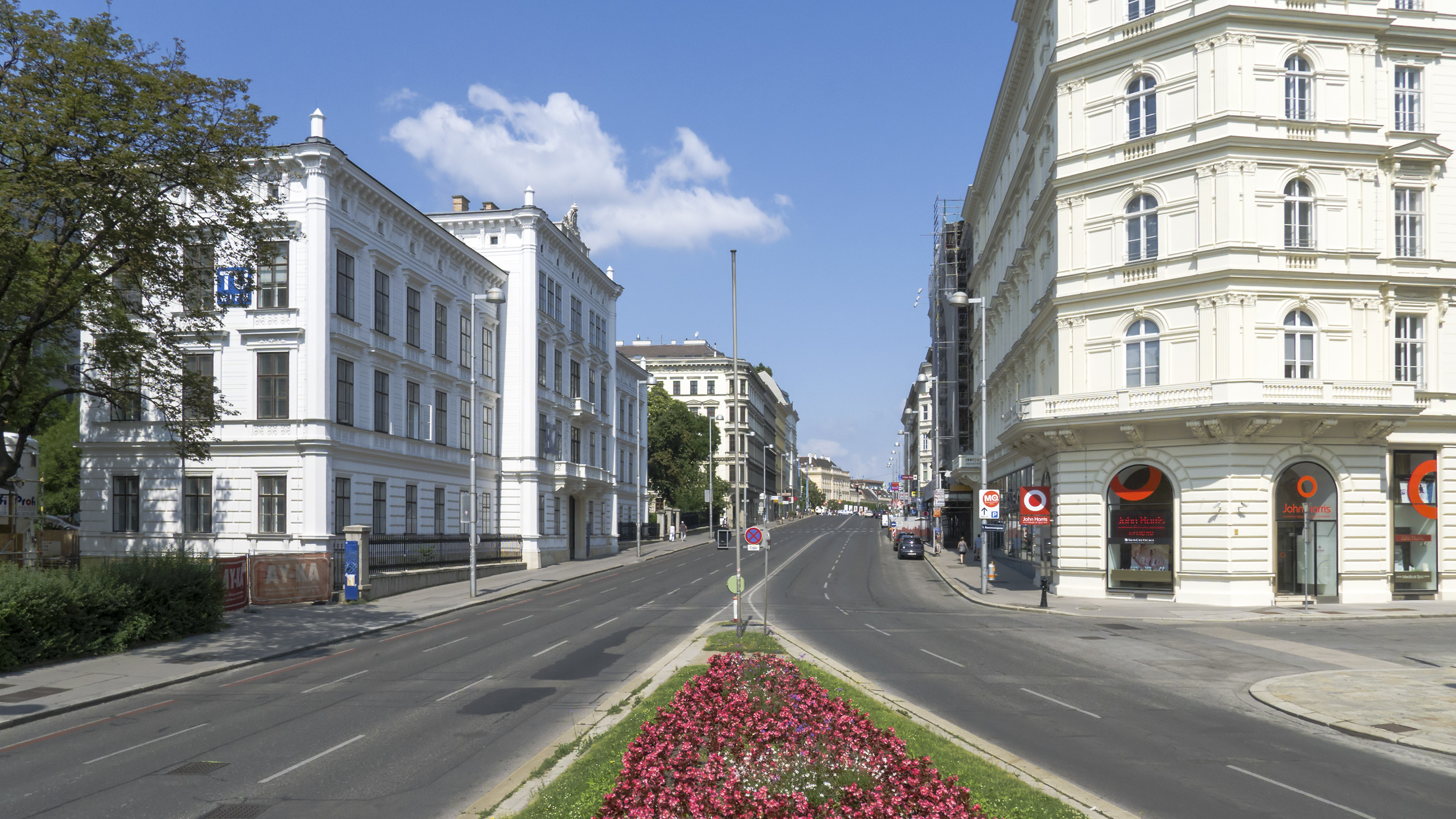
Bei der Gauermanngasse gegen Nordwesten
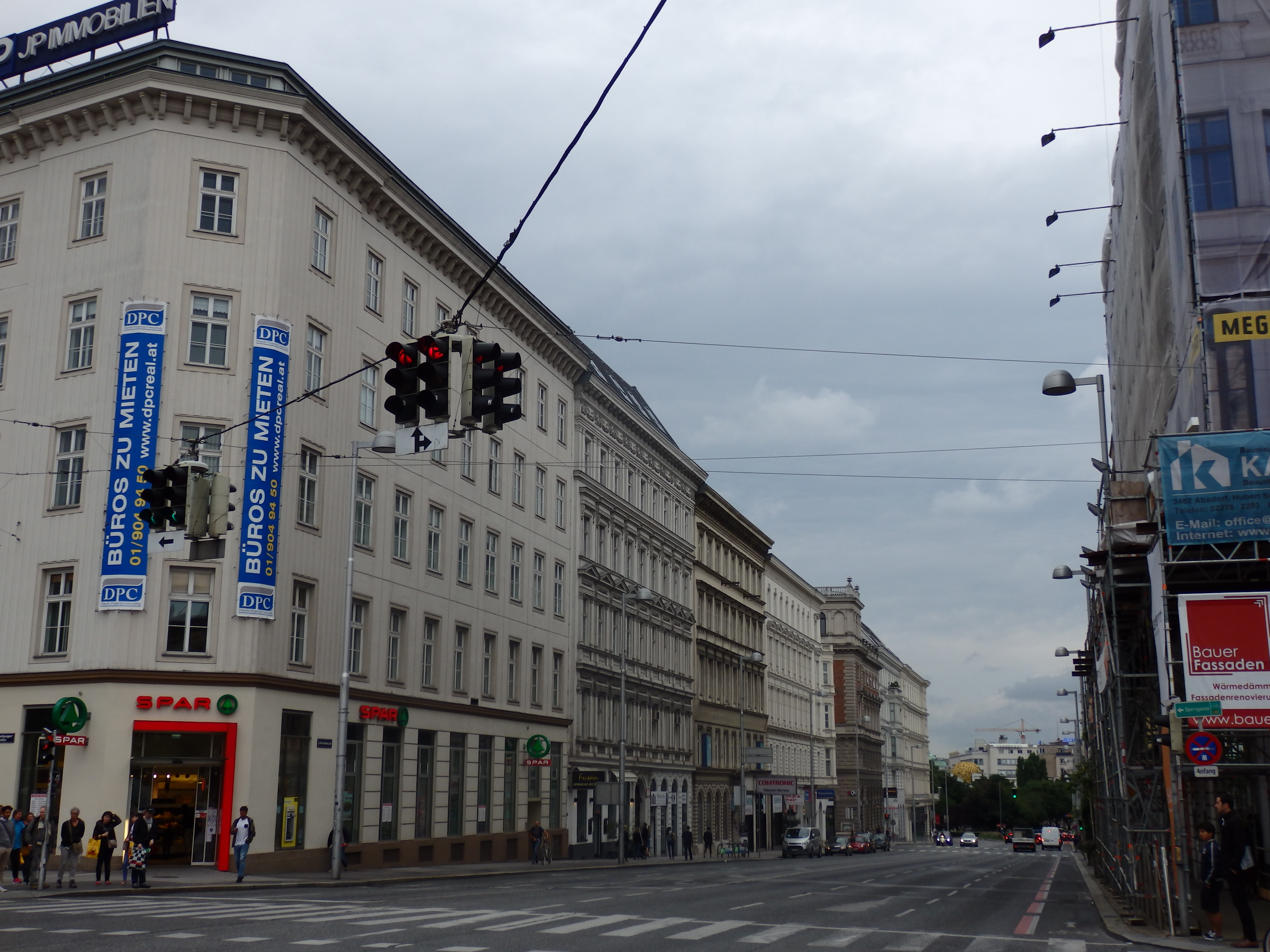
Bei der Mariahilfer Straße gegen Südosten

## Gebäude

### Nr. 1: Miethaus, ehemaliges Café Dobner

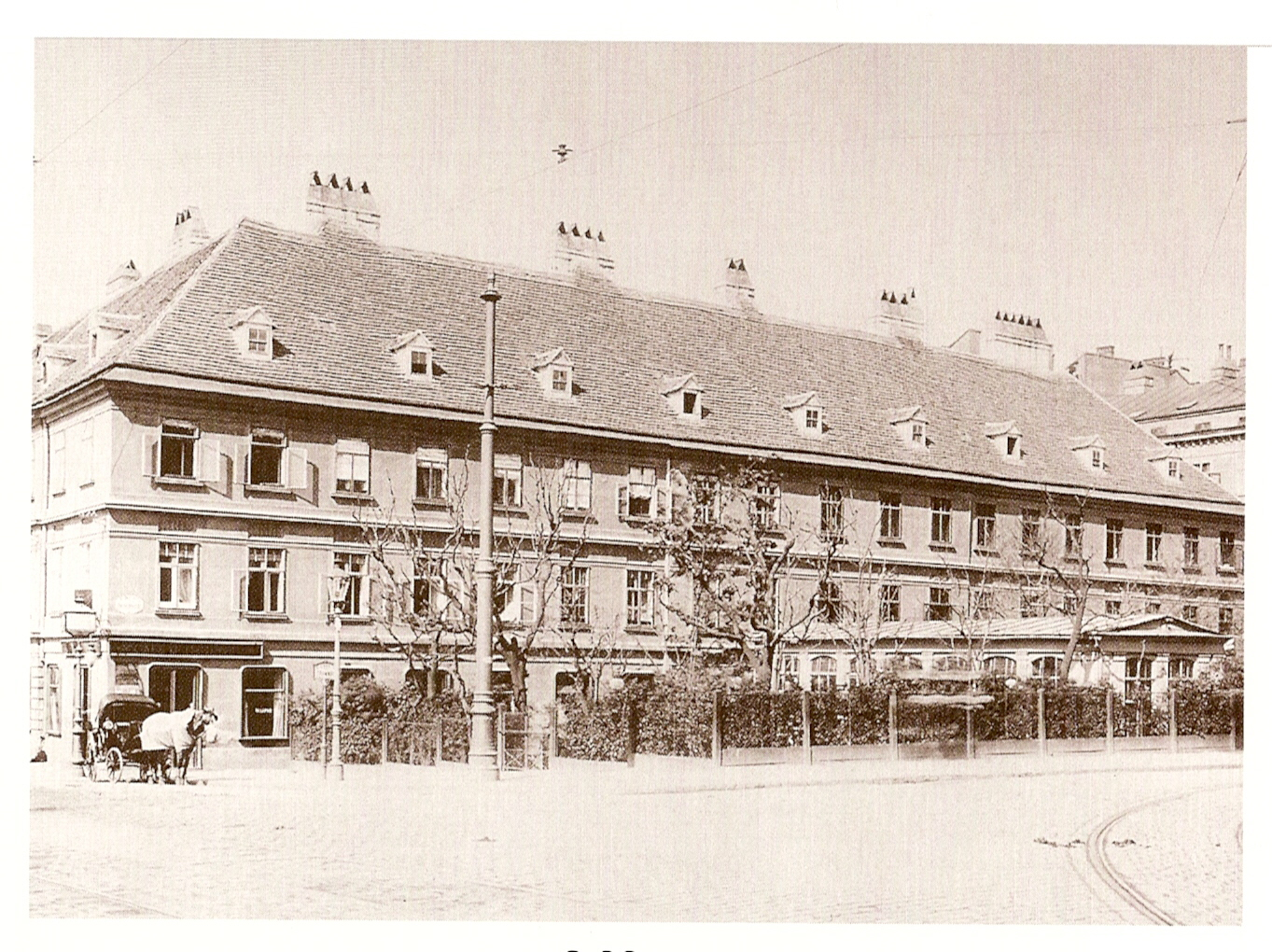
Ehemaliges Jägersches Haus mit Café Dobner, um 1900

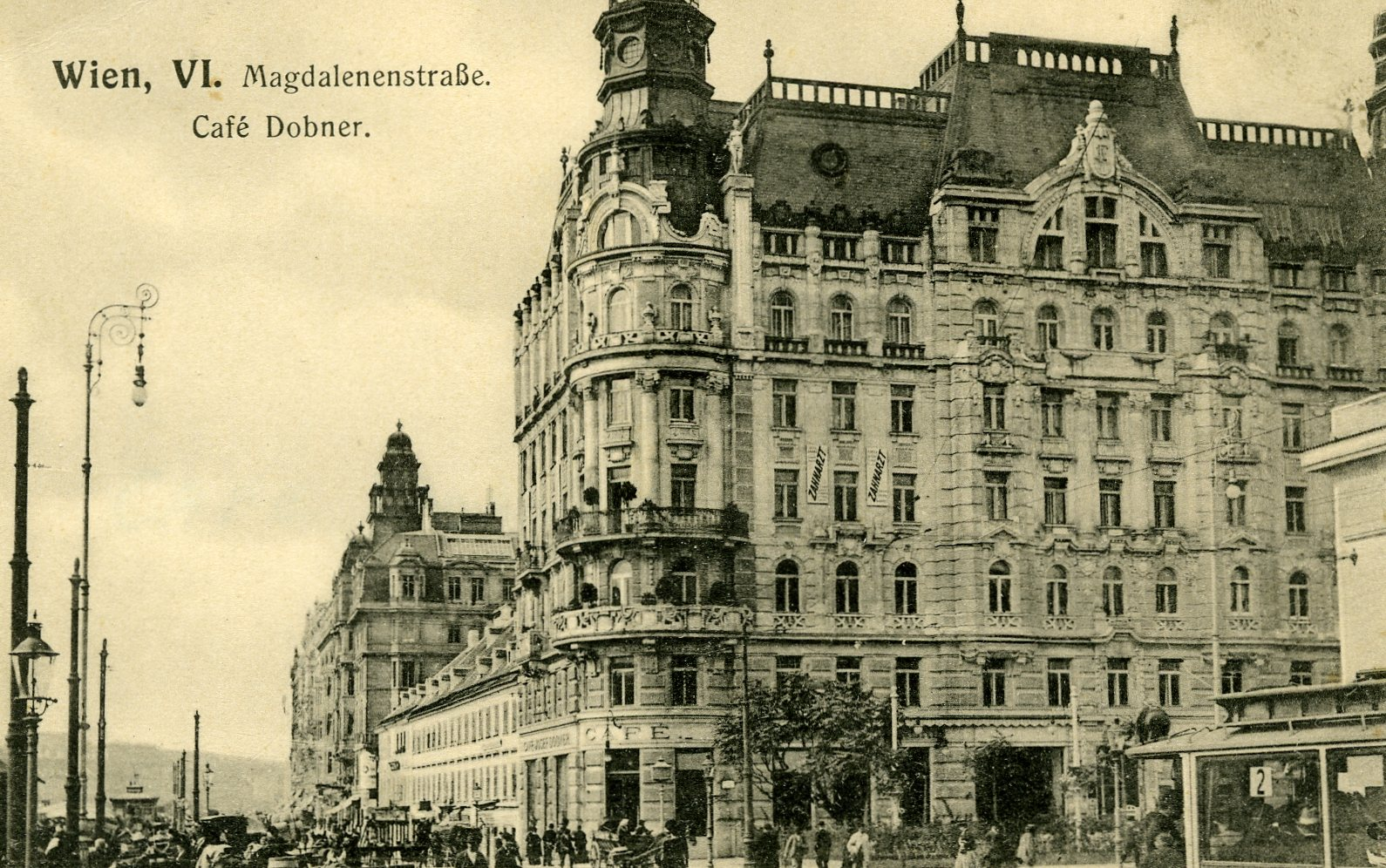
Neubau von Carl Stephann, um 1910

Im Vorgängerbau des heutigen, an der Ecke der Linken Wienzeile und des Getreidemarktes gelegenen Gebäudes, dem Großen Jägerschen Haus, befand sich seit 1801 ein von Gregor Jacomuzzi gegründetes Kaffeehaus. Wegen seiner Lage in unmittelbarer Nähe des Theaters an der Wien, wurde es Theaterkaffeehaus genannt. Nach dem Tod Jacomuzzis gelangte es 1815 in den Besitz von Friedrich Rieninger und 1832 in den von Karl Petter, der es durch Joseph Kornhäusel umbauen ließ. Es wurden zwei Billardzimmer, ein Lese- und ein Spielzimmer eingerichtet. Der Maler Josef Ziegler schuf zudem vier Tafeln mit Türkenbildnissen beim Portal und weitere sechs ovale Tafeln zur Geschichte des Kaffeehauses. Das Café Petter war ein beliebtes Künstlercafé, in dem Schauspieler und Literaten verkehrten. Ab der zweiten Hälfte des 19. Jahrhunderts erhielt es schließlich den Namen Café Dobner. In den Jahren 1869 bis 1875 wohnte im Haus die Direktorin des Theaters an der Wien, Marie Geistinger.
1907 wurde das Haus durch Carl Stephann repräsentativ und auf Fernwirkung bedacht im späthistoristisch-secessionistischen Stil völlig neu erbaut. Das Kaffeehaus bestand weiterhin und existierte bis 1950. Aus den Kreisen der hier verkehrenden Schauspieler entstand 1933 die sehr erfolgreiche Kleinkunstbühne Literatur am Naschmarkt. Nach dem Zweiten Weltkrieg zog das Kabarett Kaleidoskop in die Räumlichkeiten ein und 1961 das Ateliertheater unter Veit Relin.
Das Gebäude, an drei Seiten freistehend zwischen Linker Wienzeile, Getreidemarkt und Papagenogasse, besitzt markante Ecktürme, die durch Hauben bekrönt sind, und einen Mittelrisalit. Das Dachgeschoß ist ausgebaut. Die Fassade zeigt teilweise secessionisten Dekor. Die aufwendige Ausstattung ist großteils im Original erhalten.

### Nr. 2, 4: Akademiehof

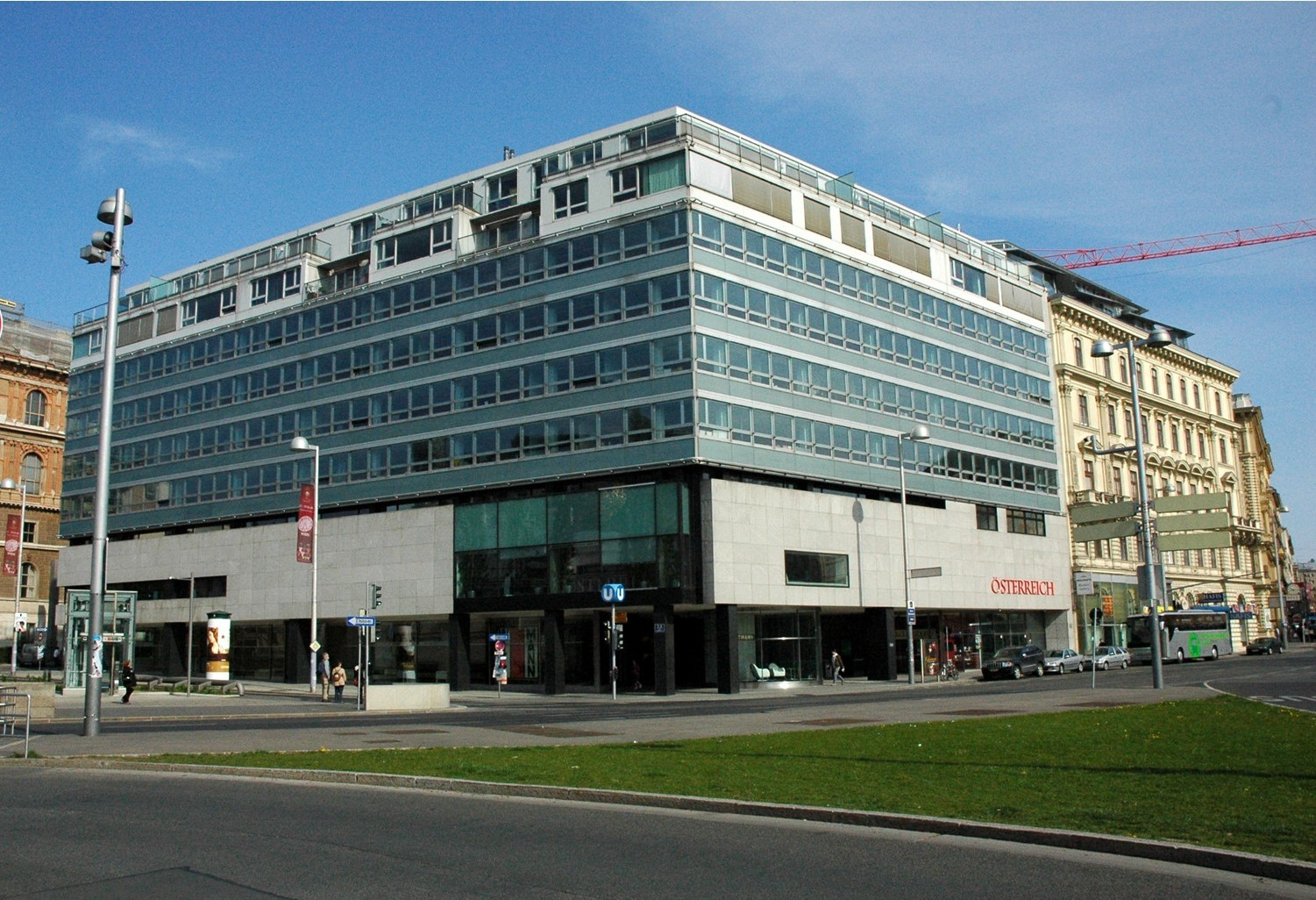
Akademiehof

Aufgrund des Umbaus der bestehenden Zweierlinie von einem unterirdisch geführten Straßenbahntunnel zur U-Bahn-Linie U2 (bis 1980) musste das ursprünglich hier befindliche Gebäude abgerissen werden. Das Grundstück stand dann längere Zeit leer. 1992 machte die Gemeinde Wien das Areal der Akademie der bildenden Künste zum Geschenk, die in diesem Jahr ihr dreihundertjähriges Bestehen feierte und zudem an Raumnot litt. Die Architekten Roland Rainer und Gustav Peichl errichteten in der Folge bis 1995 den heutigen Akademiehof als Nebenstelle der benachbarten Akademie, die aber darüber hinaus weiteren Nutzungen offenstand. Die Akademie richtete im ersten Obergeschoß samt Zwischengeschoß das Kupferstichkabinett und Restaurierungswerkstätten, die Studiensammlung und die Verwaltung ein. Neben Wohnungen und Büros (hier befindet sich der Sitz der Tageszeitung Österreich) in den Obergeschoßen befinden sich im Erdgeschoß Geschäftsräume und eine Passage samt Abgang zur U-Bahn. Das Gebäude besitzt eine Glasfassade auf einem Betonsockel mit Pfeilern.

### Nr. 3: Geburtshaus von Ferdinand von Saar

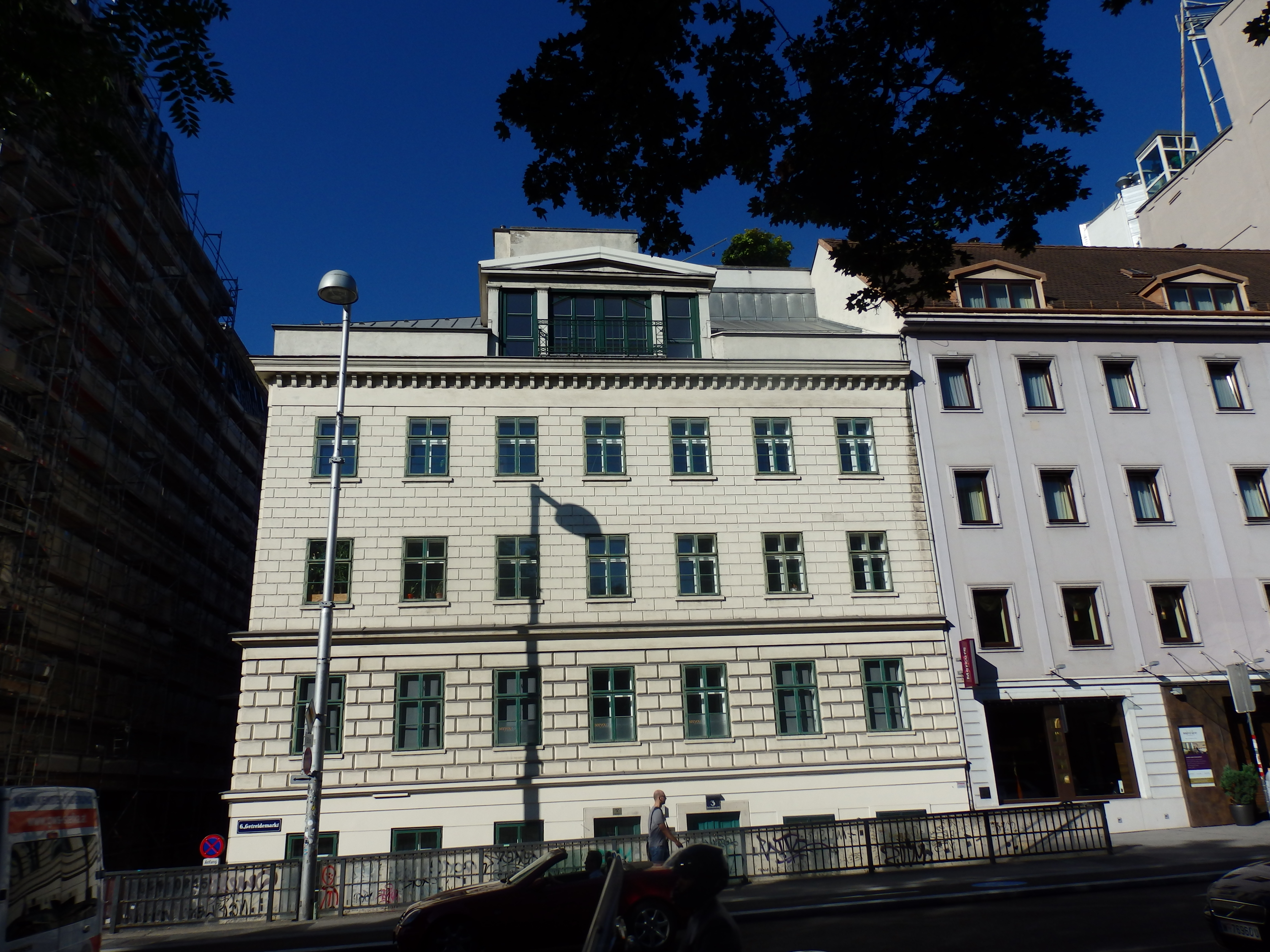
Geburtshaus von Ferdinand von Saar

Das spätbarocke Vorstadthaus an der Ecke Papagenogasse und Getreidemarkt wurde 1787 erbaut und 1834 aufgestockt und neu fassadiert. Es besitzt im Hof verglaste Pawlatschen.
1833 wurde hier der Schriftsteller Ferdinand von Saar geboren. Eine Gedenktafel an der Seite zur Papagenogasse erinnert an ihn.

### Nr. 5: Haus Zum Weinberg
Das ehemalige klassizistische Haus Zum Weinberg ist heute ein Hotel; die Fassade ist stark verändert.

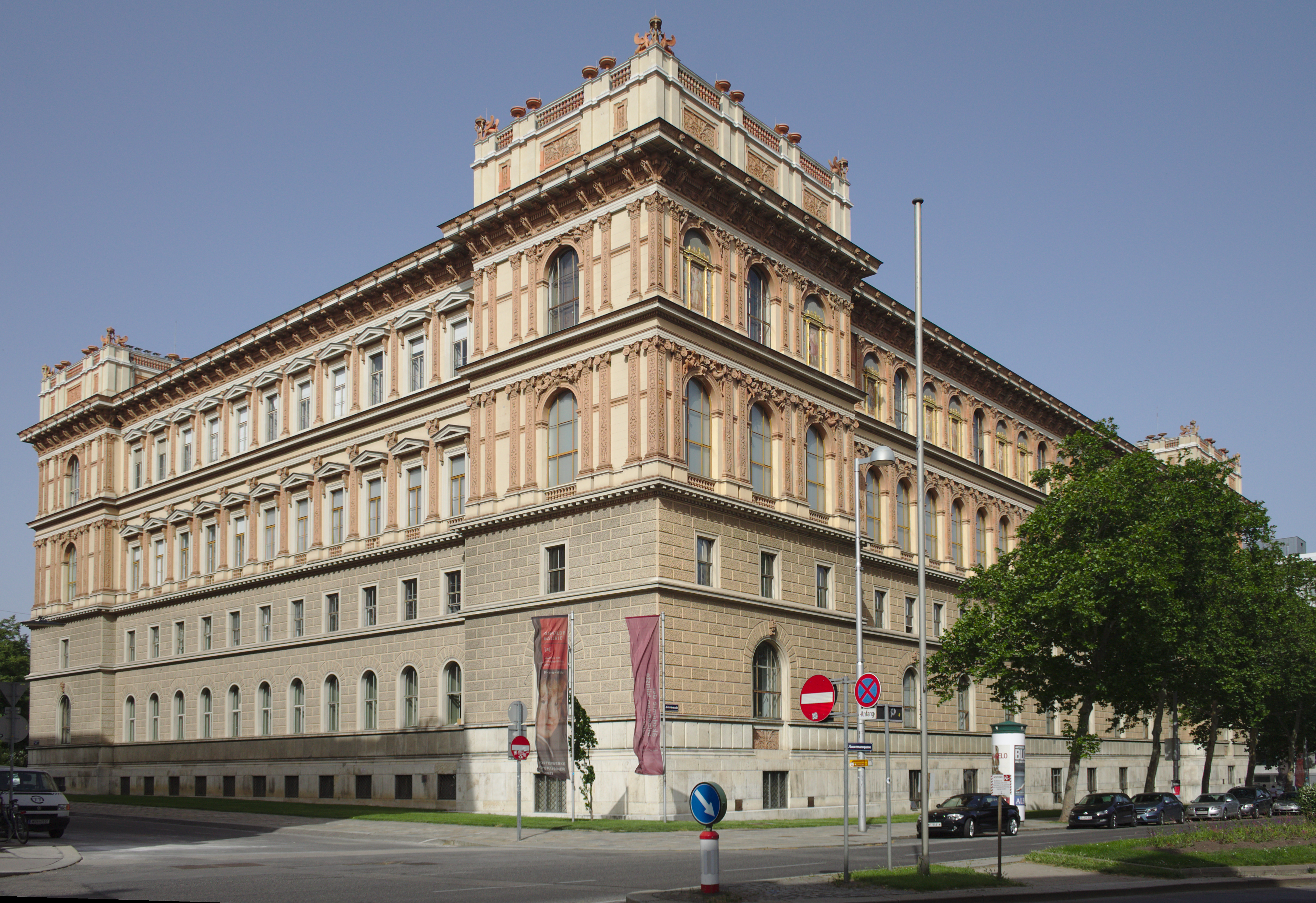
Rückfront der Akademie der bildenden Künste am Getreidemarkt

### Nr. 6: Akademie der bildenden Künste
→ siehe auch Hauptartikel Akademie der bildenden Künste Wien
Der freistehende Monumentalbau zwischen Schillerplatz, Gauermanngasse, Getreidemarkt und Makartgasse ist eines der bedeutendsten Bauwerke des Architekten Theophil von Hansen bzw. des Historismus in Wien. Erbaut wurde es 1872 bis 1877 in Formen der Neorenaissance. Der kastellartige, blockhafte Bau weist mit der Hauptfassade zum Schillerplatz, am Getreidemarkt liegt die Rückfassade, die aufgrund des abfallenden Geländes ein Geschoß mehr besitzt. Sie wurde 1945 schwer beschädigt und danach wieder aufgebaut.
An den Ecken befinden sich turmartige Risalite mit Attikaaufsätzen. Die Fassade der Sockelzone ist mit grauen Quadern flach rustiziert. An der Rückfront am Getreidemarkt sind die Rundbögen des ersten Obergeschoßes alle als Fenster geöffnet; dahinter liegt die Bibliothek. Im zweiten Obergeschoß, wo sich die Gemäldegalerie befindet, sind vierzehn Rundbögen hingegen mit Wandmalereifeldern gefüllt. In vergoldeten Ädikularahmen stellen sie Musen und Allegorien dar und wurden von August Eisenmenger und dessen Schülern geschaffen.
Im Akademiegebäude ist eine Gemäldegalerie untergebracht, die eine bedeutende Sammlung deutscher, niederländischer, italienischer und spanischer Meister des 15. bis 18. Jahrhunderts beherbergt. Das bekannteste Werk der Sammlung dürfte das Weltgerichtstriptychon von Hieronymus Bosch sein. Auch Bibliothek und Kupferstichkabinett sind sehr wertvoll.
Das Gebäude steht unter Denkmalschutz und liegt an der Hauptadresse Schillerplatz 3.

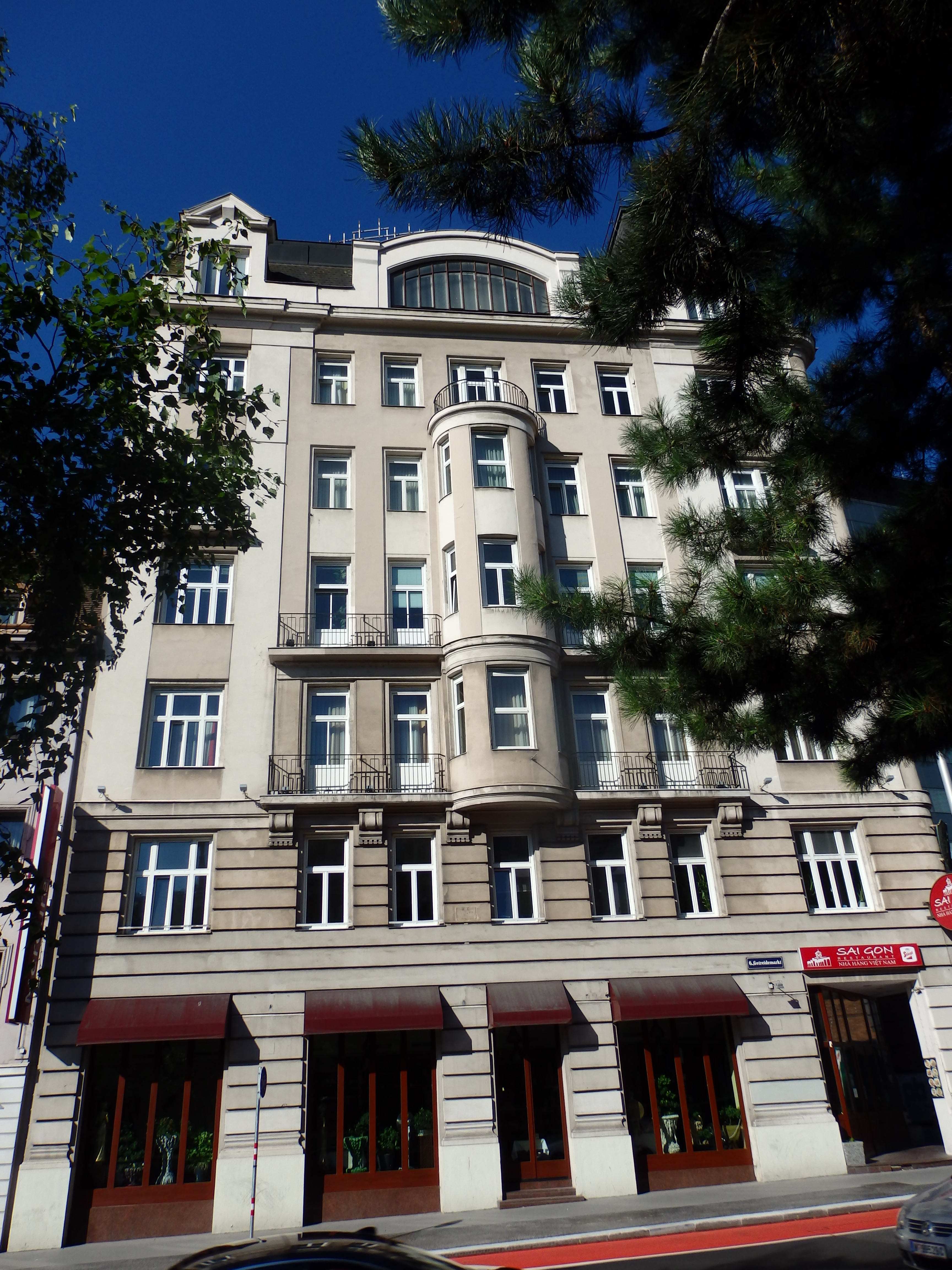
Getreidemarkt 7

### Nr. 7: Eckhaus
Das 1910 von Franz Mörtinger errichtete Miethaus an der Ecke Getreidemarkt und Lehargasse zeigt an der schmäleren Front zum Getreidemarkt einen dreigeschoßigen Runderker. Der Fassadendekor wurde teilweise abgeschlagen und ist nicht mehr erhalten. Das Gebäude liegt an der Hauptadresse Lehargasse 1.

### Nr. 8: Miethaus
Das zwischen Nibelungengasse, Gauermanngasse und Getreidemarkt an drei Seiten freistehende Miethaus wurde 1871–1872 von Johann Romano und August Schwendenwein im historistischen Stil erbaut. Die breit gelagerte Fassade besitzt Mittel- und Eckrisalite; die Ecke zum Getreidemarkt ist abgefast. Die additiven Fensterreihen bestehen aus Rundbogen- und Giebelfenstern, im ersten Obergeschoß befinden sich Balkone. Die Einfahrten sind pilaster- und arkadengegliedert und weisen profilierte Decken auf.
Das Gebäude liegt an der Hauptadresse Gauermanngasse 2, 4.

### Nr. 9: Technische Universität Wien
Auf dem großen Gelände zwischen Lehargasse, Getreidemarkt und Gumpendorfer Straße befinden sich mehrere Gebäude der technischen Universität Wien. Einst lag hier der Jesuitenhof auf der Laimgrube. Dieser bestand aus einem weitläufigen, zweistöckigen Hauptgebäude und vielen Nebengebäuden mit Garten. Nach der Aufhebung des Jesuitenordens ging der Jesuitenhof 1776 in den Besitz des Hofkriegsrates über.
In den Jahren 1862 bis 1864 erbaute Karl Pilhal an dessen Stelle das ehemalige Geniedirektionsgebäude, das sich direkt am Getreidemarkt befindet. Zusammen mit dem ebenfalls ursprünglich militärischen Zwecken dienenden Gebäude des Laboratoriums für Chemie und Maschinenbau in der Lehargasse 4 und dem ehemaligen Hofkulissendepot in der Lehargasse 6 und 8 bildet es ein Ensemble ärarischer Zweckbauten. 1868 wurde das Geniewesen mit dem Artilleriekomitee vereint und in technisches Militärkomitee umbenannt.
Der dreigeschoßige, allseits freistehende Bau besitzt zum Getreidemarkt hin eine repräsentative Fassade und ist dem Frühhistorismus verpflichtet. Der viergeschoßige Mittelrisalit wird durch Balkons, Trophäenreliefs und einem Attikaaufsatz mit Doppeladler besonders hervorgehoben. Die Fassade des kubischen Baukörpers hingegen wird durch kräftige Kanten, Quaderung, Nutung, Parapetreliefs und ein Konsolgesims akzentuiert. Die Einfahrt ist durch Lisenen gegliedert und weist im Inneren eine Gedenktafel für den Chemiker Max Bamberger auf. Das Gebäude steht unter Denkmalschutz.
Nach dem Ersten Weltkrieg wurde das Gebäude nicht mehr militärisch benötigt und ist seit 1927 einer der Standorte der Technischen Universität. Hier befinden sich die Institute für Technische Chemie, Verfahrenstechnik und Umwelttechnik. Hinter dem historischen Gebäude entstanden zahlreiche moderne Bauten für diesen Zweck. Darunter ist ein 1965 bis 1970 von Karl Kupsky errichtetes Hochhaus besonders auffällig, das nach seiner Adaptierung nunmehr das größte Plusenergie-Bürohaus Österreichs ist. Ein Vorbau vor dem Chemiehochhaus beheimatet das Auditorium maximum der Technischen Universität.
Hinter dem historischen Geniedirektionsgebäude steht eine moderne Skulptur von Barbara Valenta als Denkmal für Ferdinand Porsche.

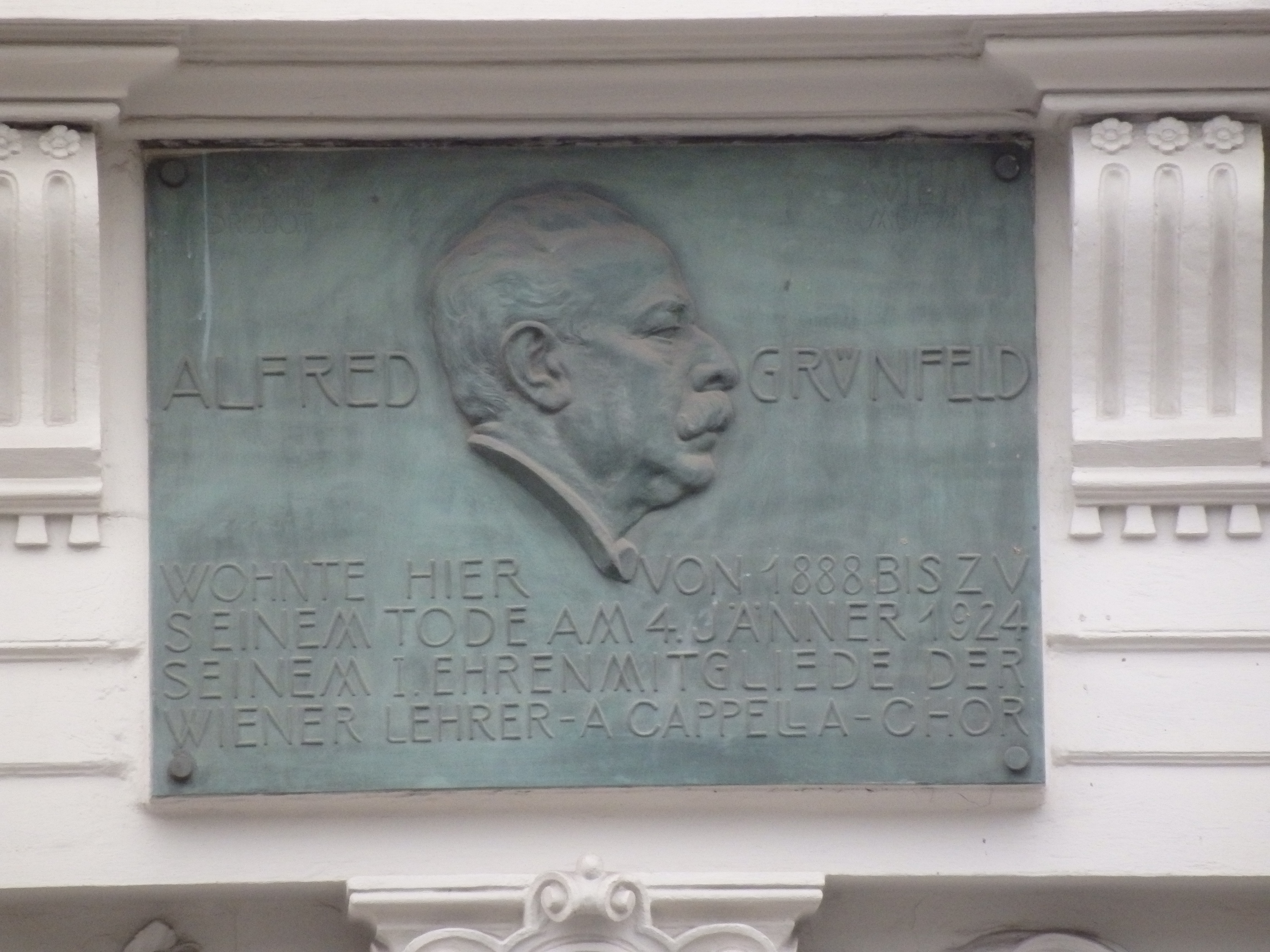
Gedenktafel für Alfred Grünfeld, Getreidemarkt 10

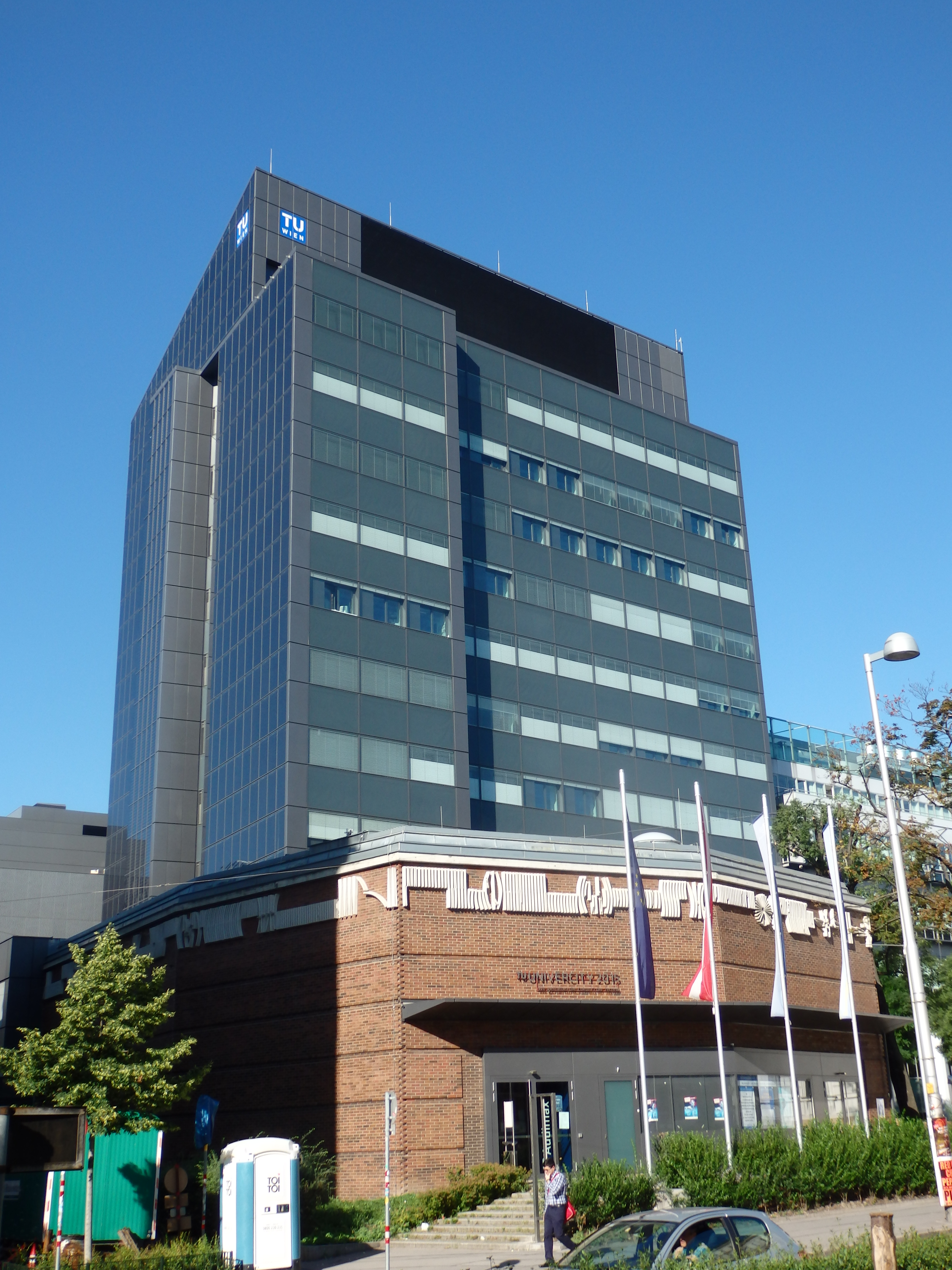
Chemie-Hochhaus und Auditorium maximum
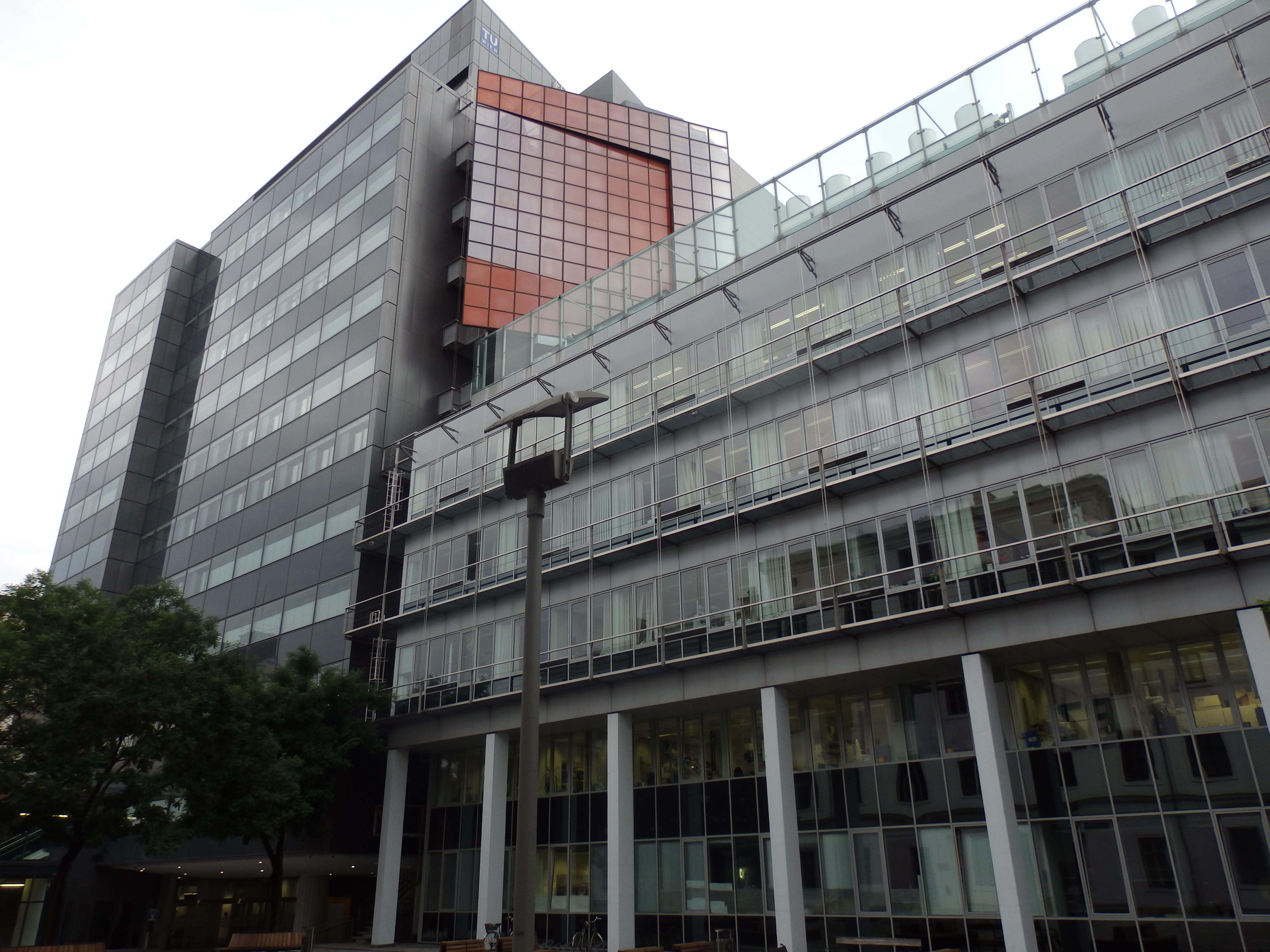
TU Wien
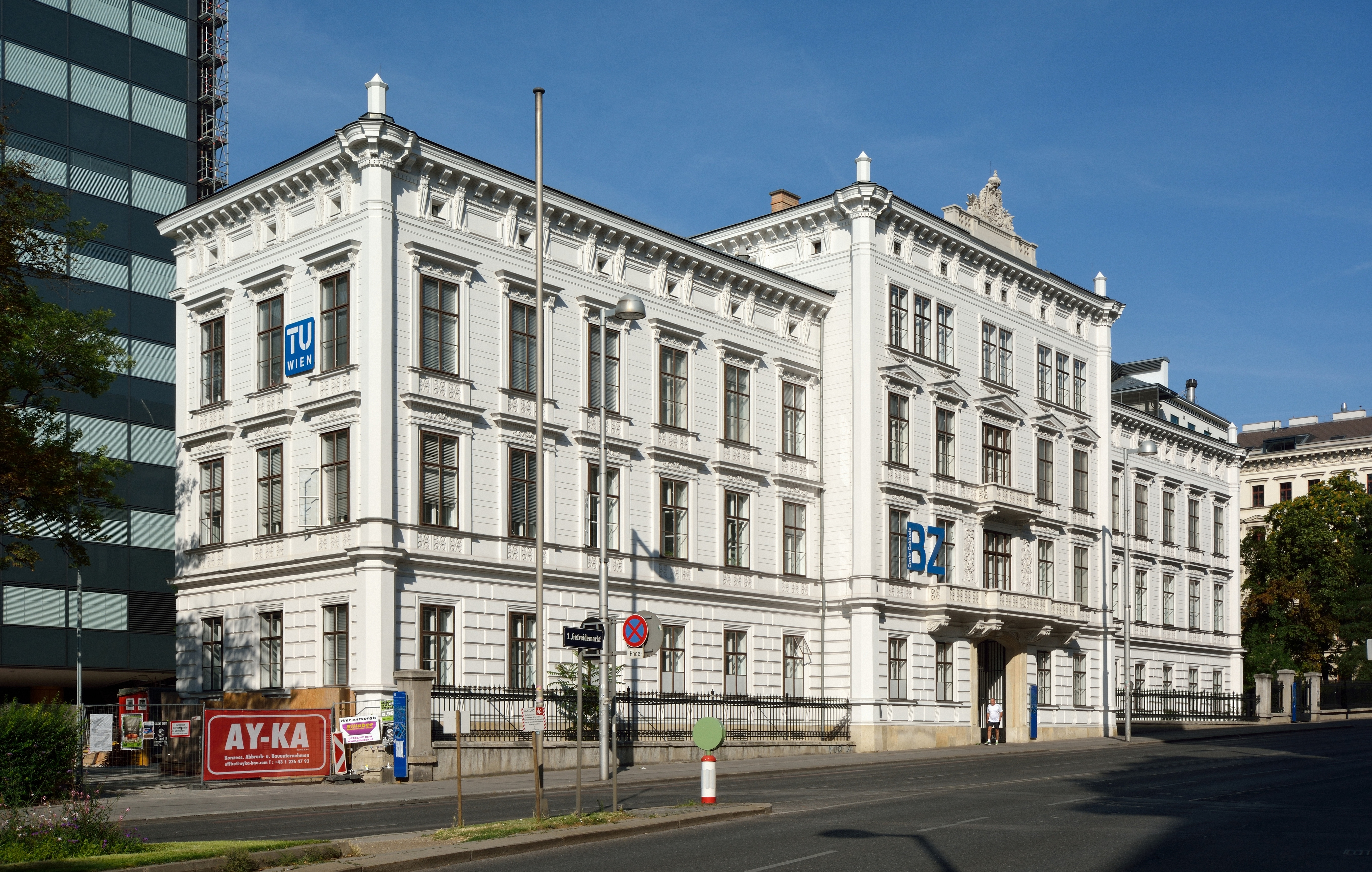
Ehemalige Geniedirektion, heute TU
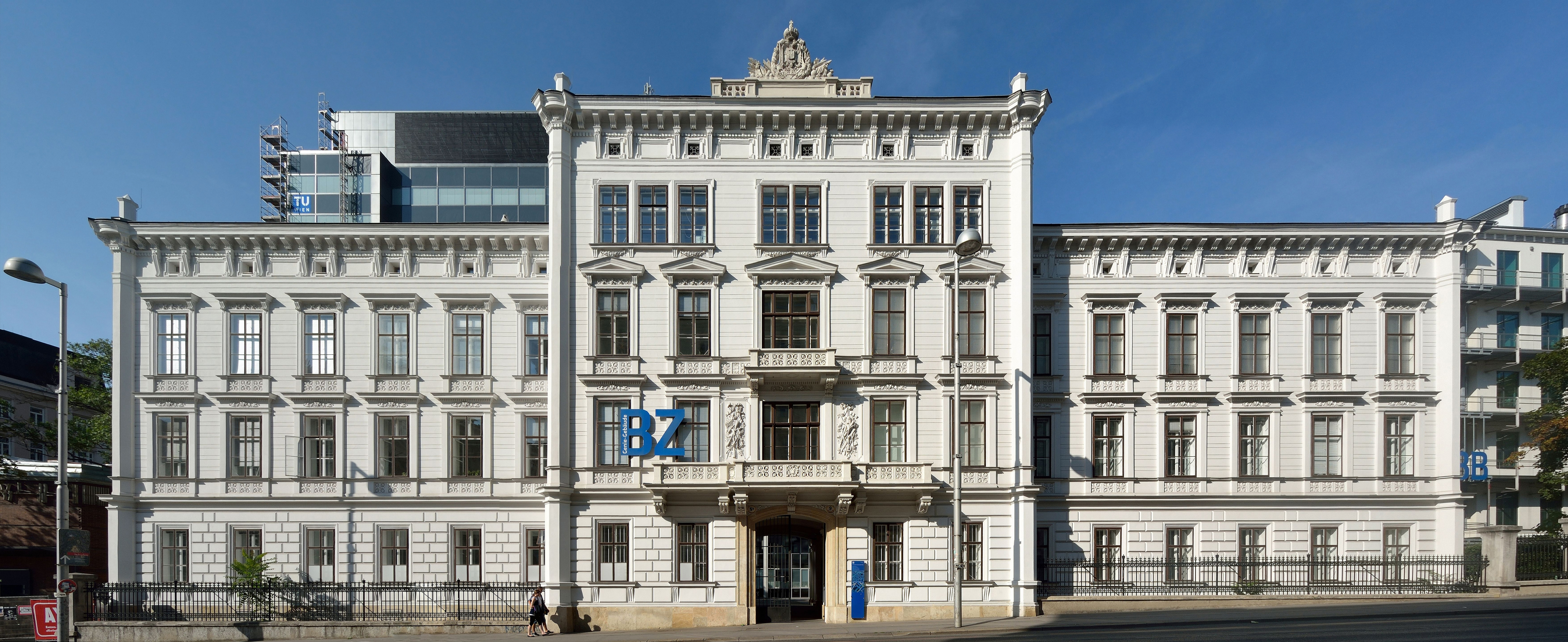
Ehemalige Geniedirektion, heute TU, frontal
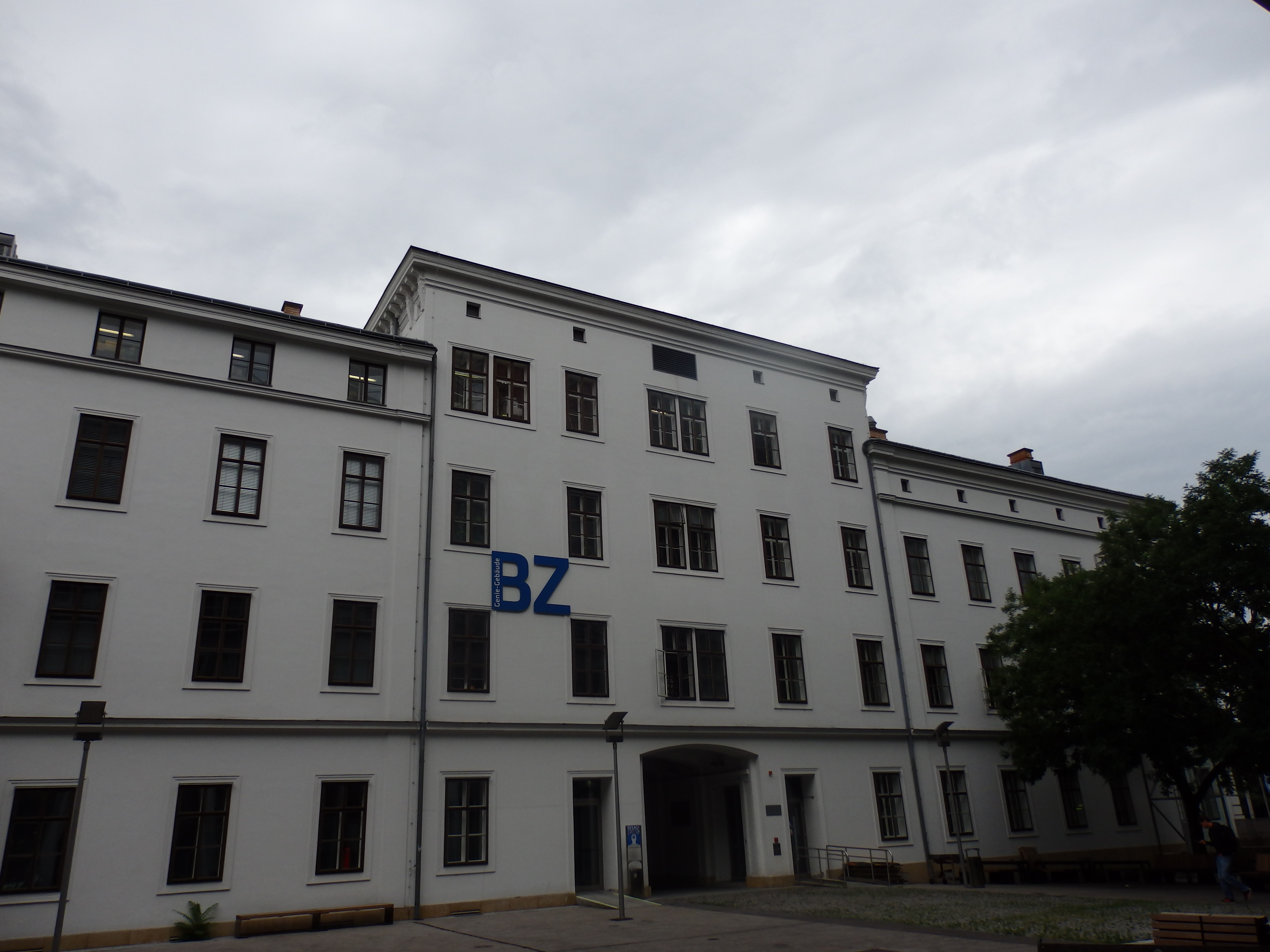
Ehemalige Geniedirektion, Rückseite
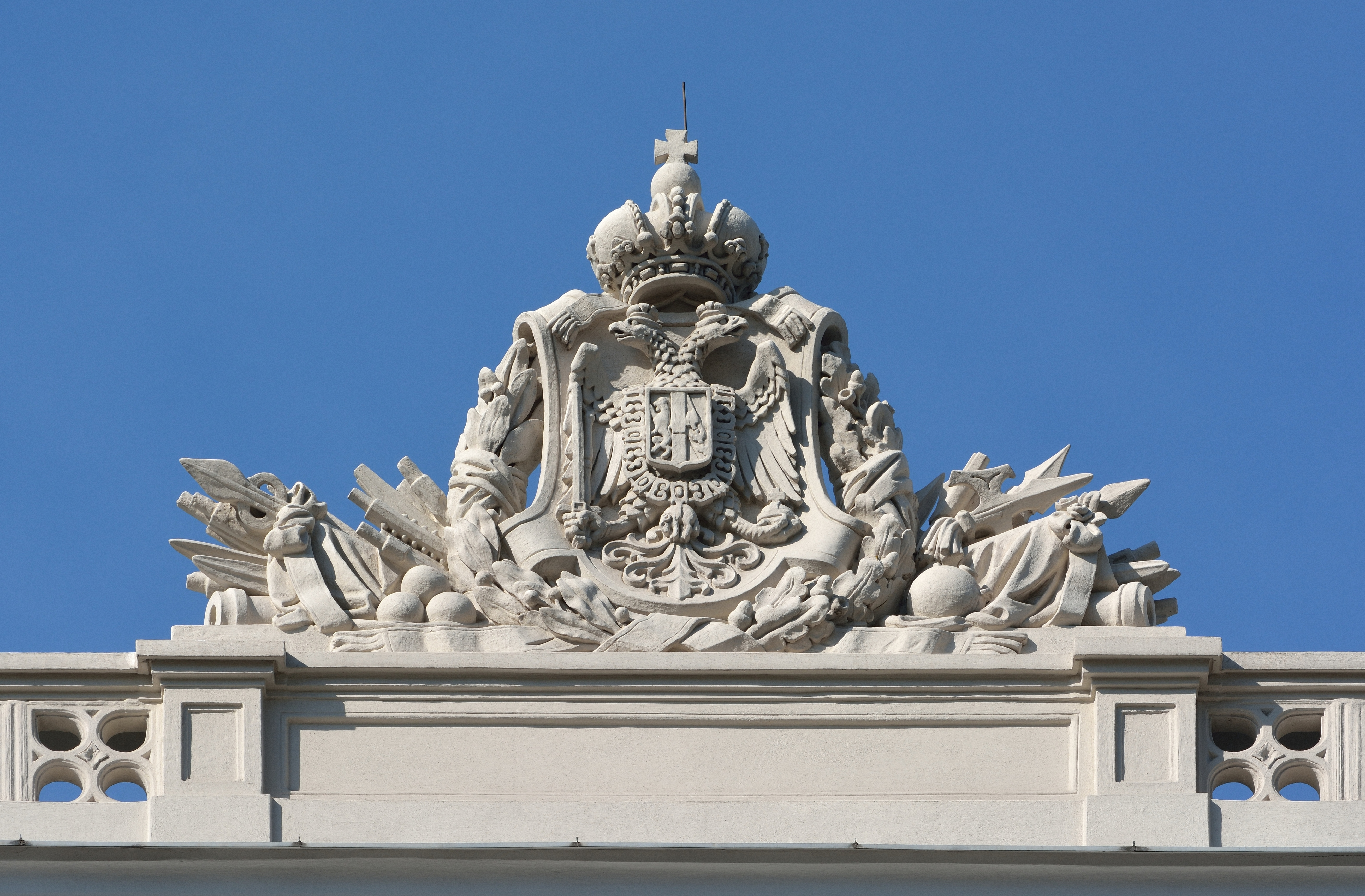
Fassadendetail
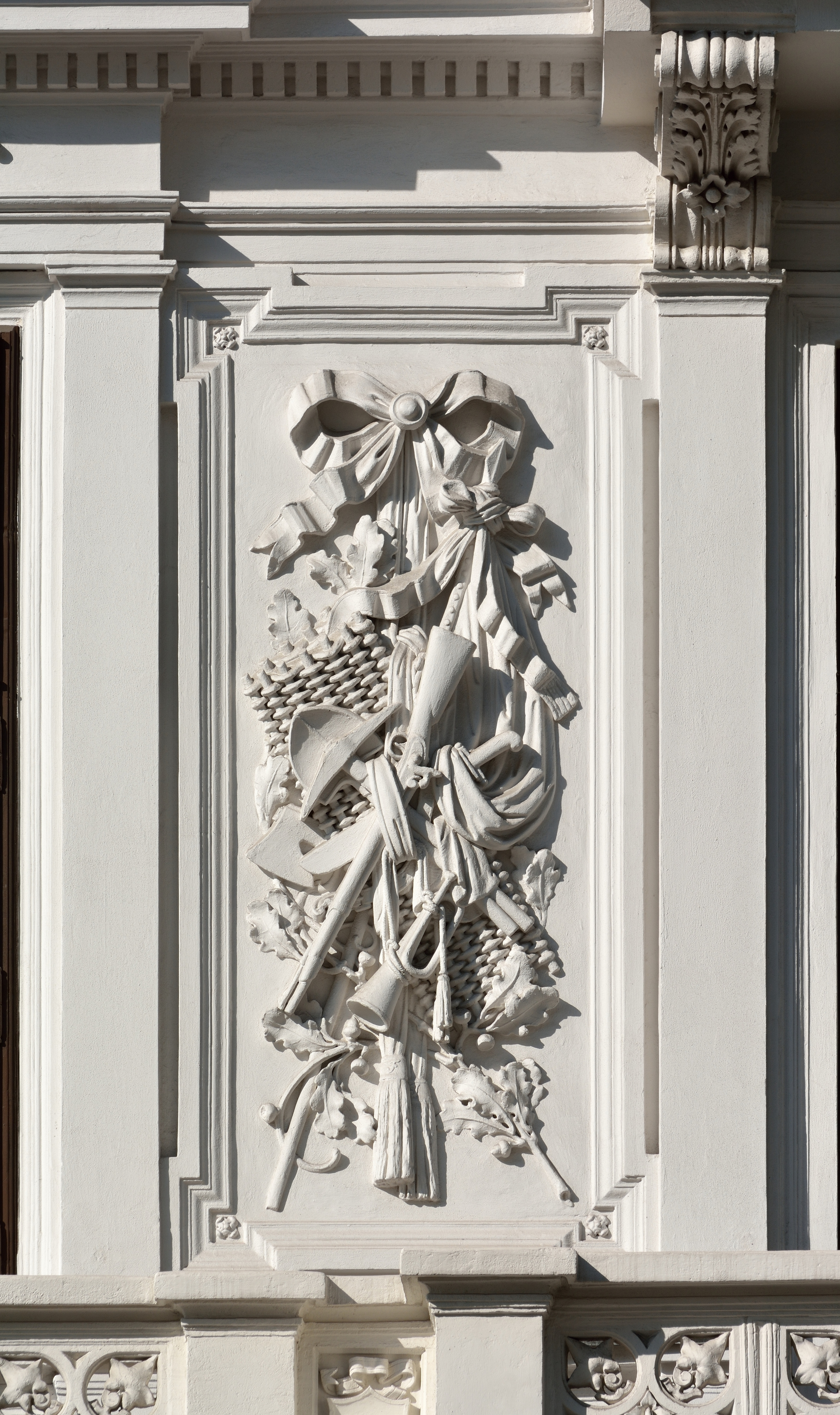
Fassadenrelief
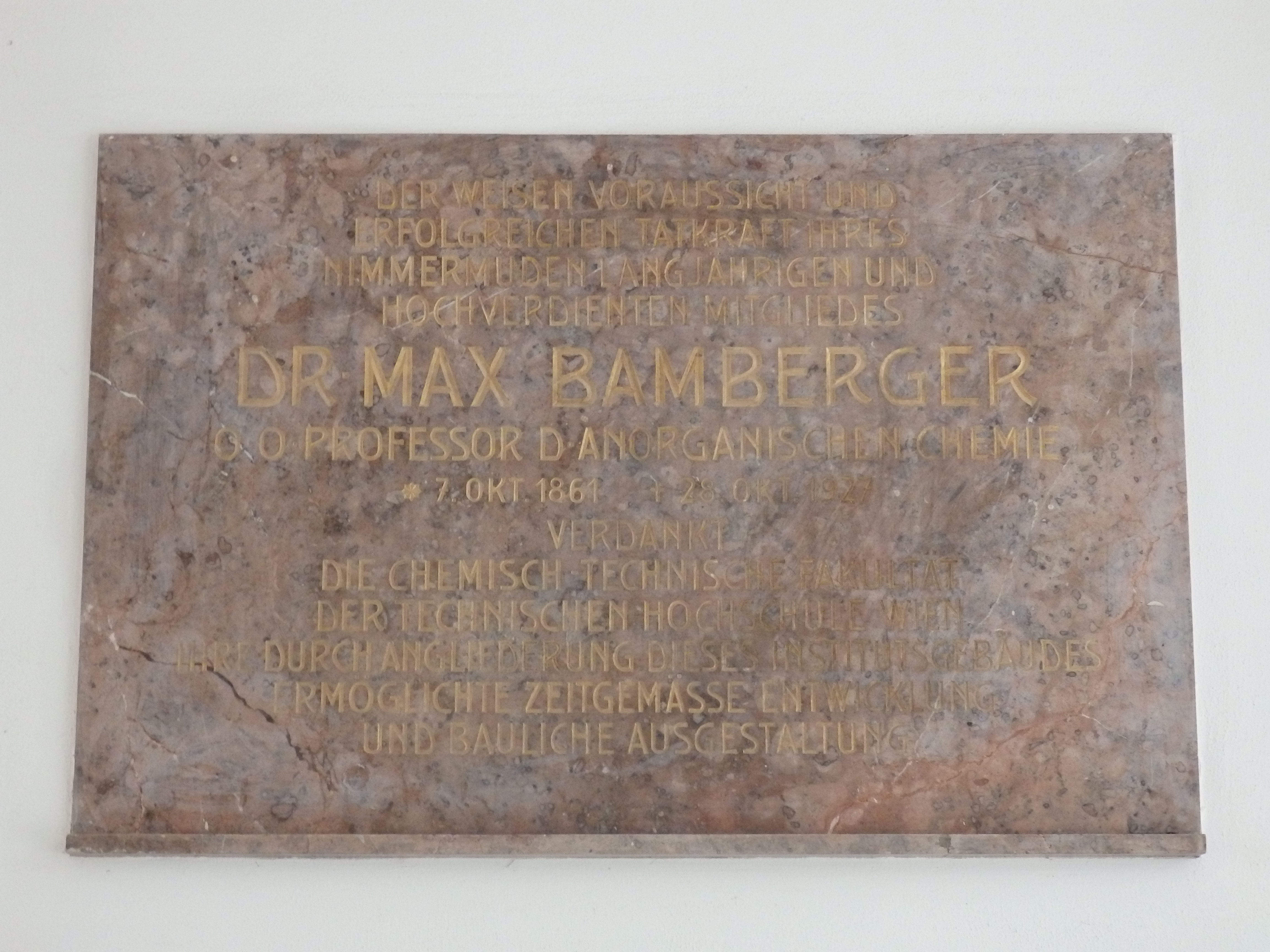
Gedenktafel für Max Bamberger
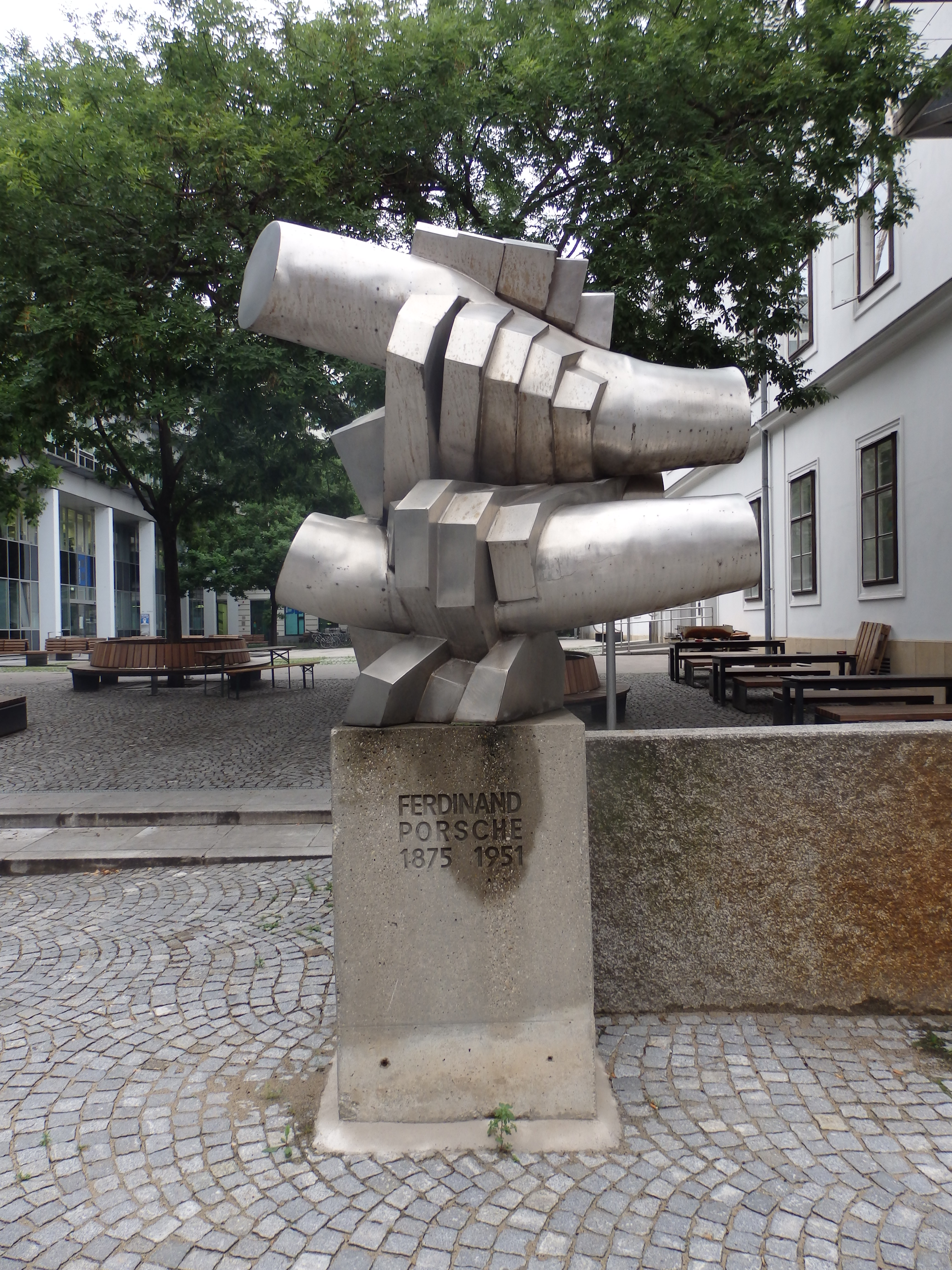
Denkmal für Ferdinand Porsche

### Nr. 10: Wohnhaus
Das historistische Wohnhaus wurde 1871–1872 von Heinrich von Förster in Formen der Neorenaissance erbaut. Der Mittelerker ist durch Pilaster gegliedert; die Fenster seitlich davon sind mit Giebeln oder gerade verdacht und an den Außenseiten breiter. Das Portal mit Pilastern zeigt in den Zwickeln die Figuren von Genien. Darüber erinnert eine Tafel mit Bronzerelief von Florian Josephu-Drouot aus dem Jahre 1924 an den in diesem Haus wohnenden Pianisten und Komponisten Alfred Grünfeld.

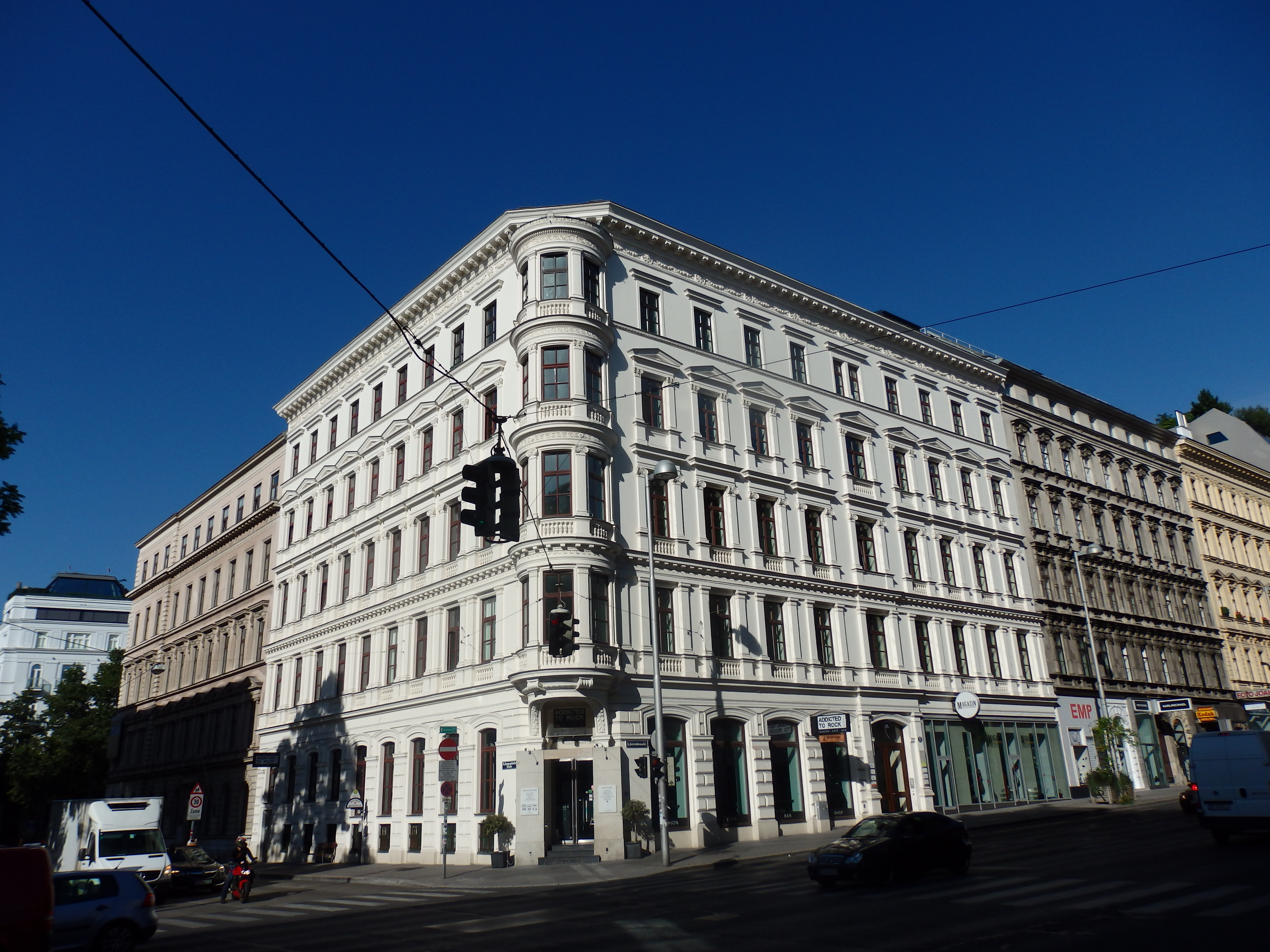
Getreidemarkt 11 (1868)

### Nr. 11: Wohnhaus
Das Miethaus an der Ecke Getreidemarkt und Gumpendorfer Straße wurde 1868 von Anton Baumgarten im historistischen Stil errichtet. Bemerkenswert ist der runde, viergeschoßige Eckerker. Die Fenster der Fassaden zeigen eine Supraposition der Ordnungen.

### Nr. 12: Palais Eschenbach
Das Gebäude an der Ecke Getreidemarkt und Eschenbachgasse ist heute auch unter dem werblichen Namen Palais Eschenbach bekannt und wurde 1870–1872 von Otto Thienemann in der Art Theophil Hansens errichtet. Auffallend ist der mächtige Eckrisalit, der durch einen arkaden- und pilastergegliederten Pavillon bekrönt wird. Die hohe Sockelzone ist rustiziert, die Obergeschoße bestehen aus Sichtziegelmauerwerk. Das Haus ist denkmalgeschützt und Sitz des Österreichischen Gewerbevereins. Es liegt an der Hauptadresse Eschenbachgasse 11.

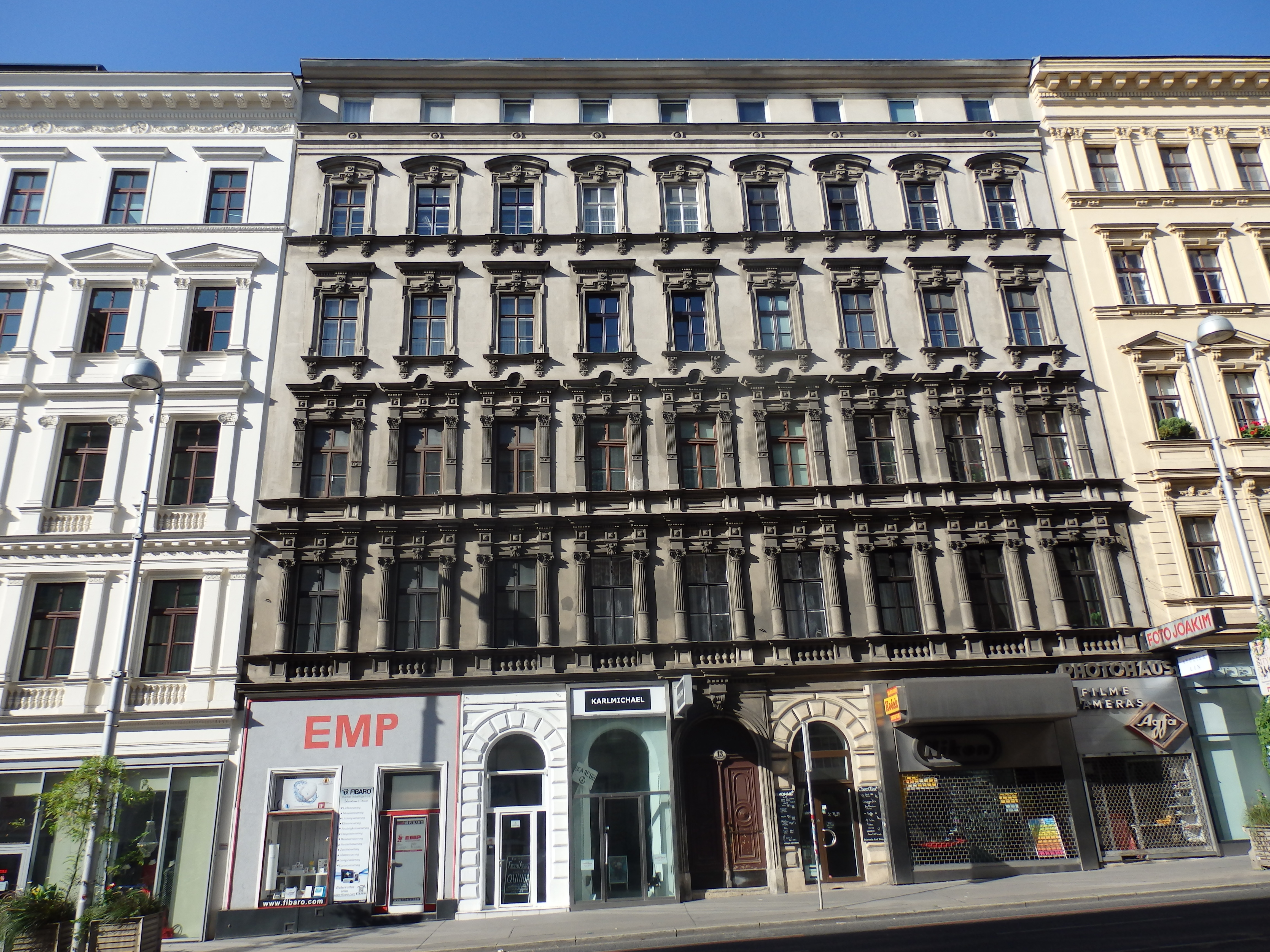
Getreidemarkt 13

### Nr. 13: Miethaus
Der Architekt dieses gründerzeitlichen Wohnhauses ist nicht bekannt. Es wurde etwa um 1870 im historistischen Stil errichtet und zeigt eine regelmäßige Gestaltung der Fassade durch additive Reihung der Fenster. Die Erdgeschoßzone ist durch Geschäftslokale teilweise verändert.

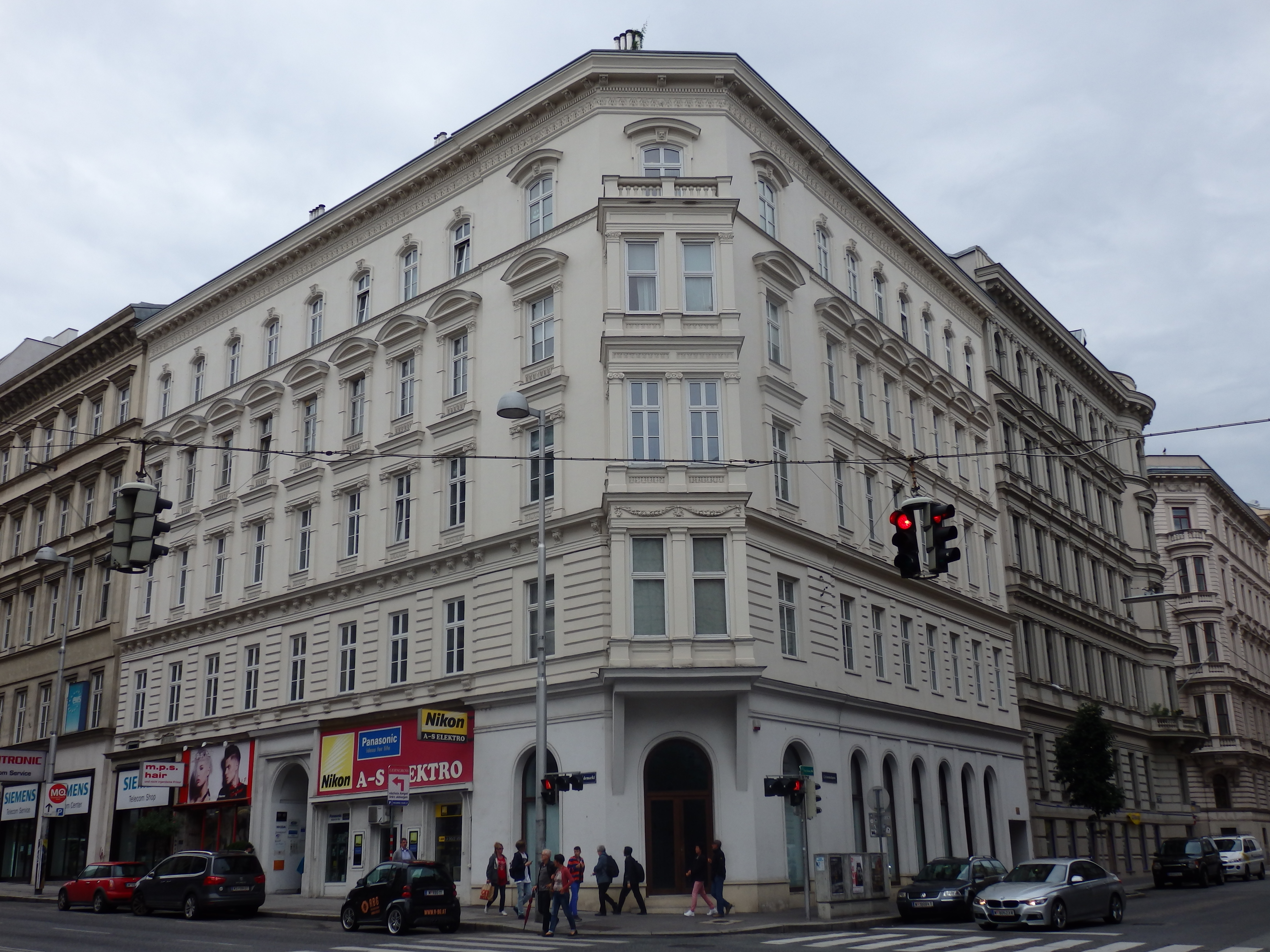
Getreidemarkt 14

### Nr. 14: Miethaus
Das historistische Haus an der Ecke Eschenbachgasse und Getreidemarkt wurde 1869 von Anton Huber in Formen der Neorenaissance erbaut. Die Ecke ist abgefast und trägt einen dreigeschoßigen, pilastergegliederten Erker. Die Fenster der Fassaden sind additiv gereiht, im dritten Obergeschoß mit Ädikulafenstern.

### Nr. 15: Miethaus
Wie bei Nr. 13 ist auch bei diesem historistischen Miethaus der Architekt nicht bekannt. Es wird ebenfalls um 1870 entstanden sein und zeigt wiederum eine strenge Reihung der Fenster, die teilweise gerade verdacht, teilweise mit Ädikula und durch Pilaster eingefasst erscheinen.

### Nr. 16: Miethaus
Das historistische Wohnhaus wurde 1868 von Anton Huber erbaut. Die Fassade zeigt additiv gereihte Fenster mit kräftig hervortretender Verdachung und ein Konsolgesims. Im Erdgeschoß sind die ursprünglichen Rundbogen noch teilweise vorhanden.

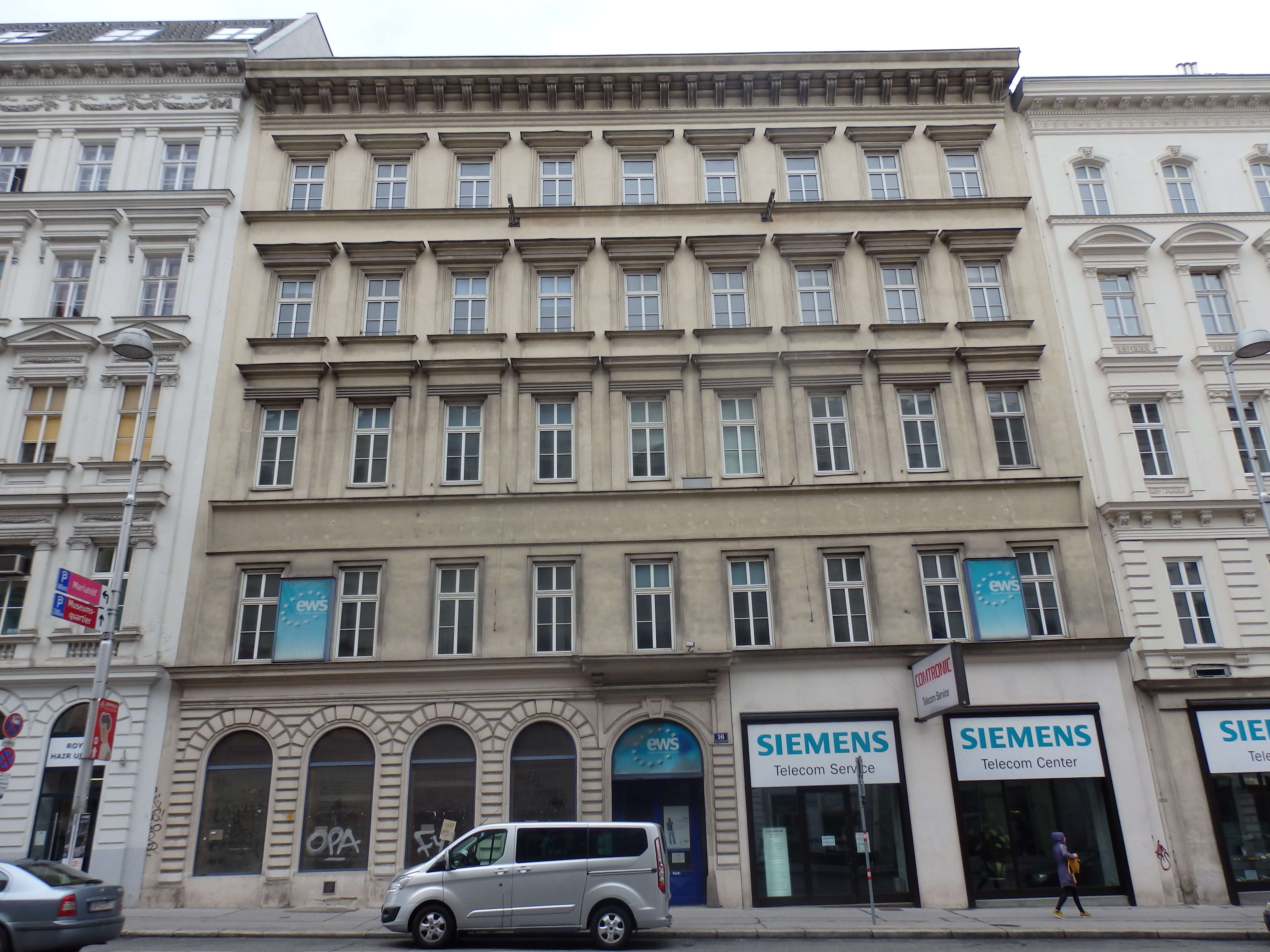
Getreidemarkt 17

### Nr. 17: Miethaus
Das fünfgeschoßige Miethaus an der Ecke Getreidemarkt und Mariahilfer Straße wurde 1865–1868 nach Plänen von Rudolf Bayer und Otto Thienemann errichtet. Das blockhafte Gebäude ist noch der Ringstraßen-Randverbauung zugehörig. Es liegt an der Hauptadresse Mariahilfer Straße 1.

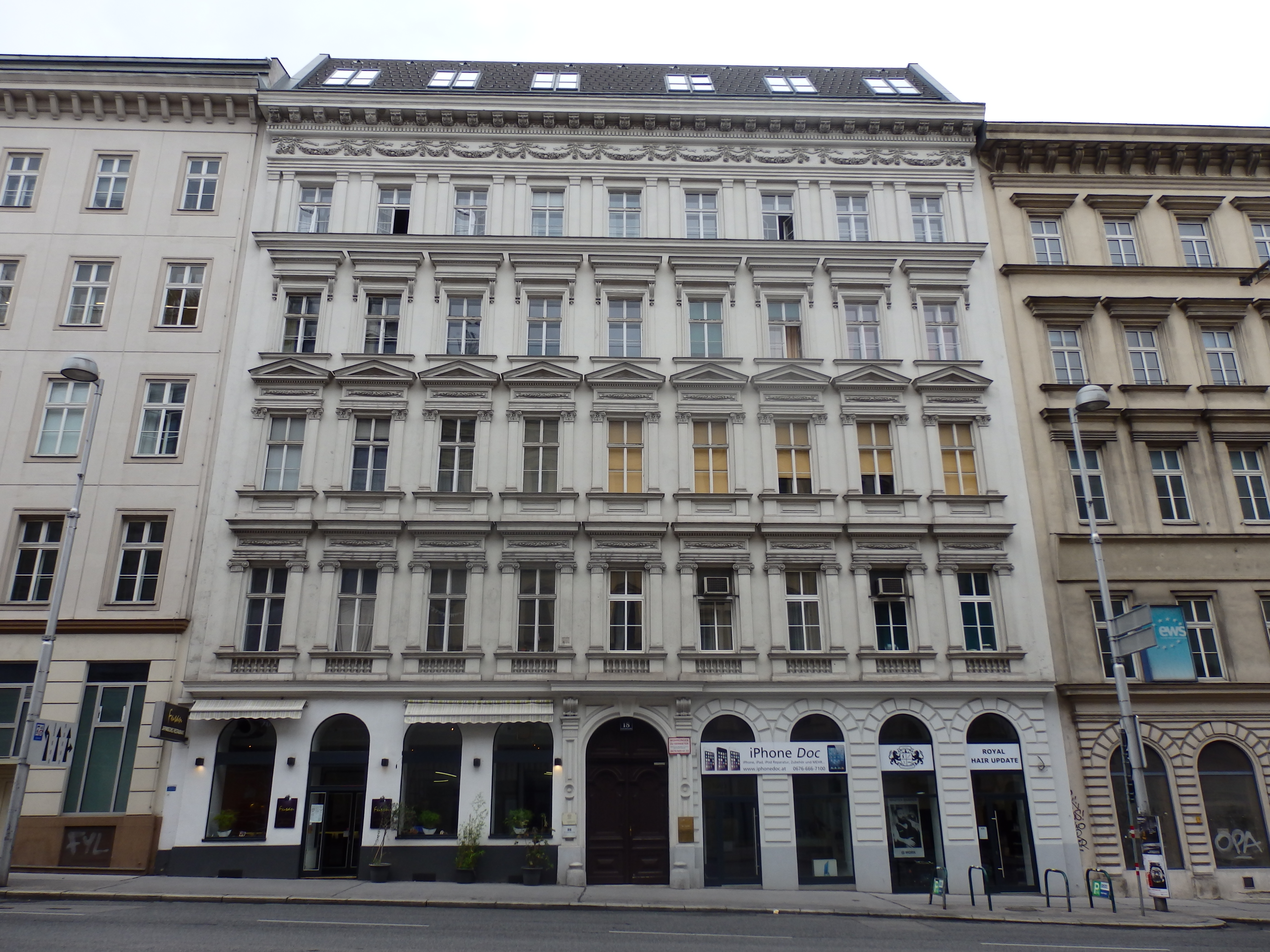
Getreidemarkt 18

### Nr. 18: Miethaus
Wie das nebenan liegende Gebäude wurde auch dieses historistische Miethaus 1868 von Anton Huber errichtet. Die Fassade des fünfgeschoßigen Hauses zeigt aber stärkeren Dekor, wie eine plastische Girlandenreihe als oberen Abschluss und reicher ausgestaltete Fenster.

### Nr. 20: Miethaus
Das Miethaus an der Ecke Getreidemarkt und Babenbergerstraße wurde 1869 von Anton Baumgarten errichtet. Es besitzt einen flachen Eckrisalit mit abgefaster Ecke; die Fassade schließt durch ein kräftiges Kordongesims nach oben ab. Der Fassadendekor ist gänzlich abgeräumt und nicht mehr erhalten. Das Haus liegt an der Hauptadresse Babenbergerstraße 9.